# Mars
Mars – czwarta od Słońca planeta Układu Słonecznego. Krąży między orbitą Ziemi a pasem planetoid dzielącym go od orbity Jowisza. Planeta została nazwana od imienia rzymskiego boga wojny – Marsa, ze względu na barwę, która przy obserwacji z Ziemi wydaje się rdzawo-czerwona i kojarzyła się starożytnym Rzymianom z pożogą wojenną. Odcień ten bierze się od tlenków żelaza pokrywających powierzchnię. Mars jest planetą wewnętrzną z cienką atmosferą, o powierzchni usianej kraterami uderzeniowymi, podobnie jak powierzchnia Księżyca i wielu innych ciał Układu Słonecznego. Powierzchnia wykazuje formy podobne do ziemskich: wulkany, doliny, kaniony, pustynie i polarne czapy lodowe. Okres obrotu wokół własnej osi jest niewiele dłuższy niż ziemski i wynosi 24,6229 godziny (24 h 37 m 22 s). Na Marsie znajduje się najwyższe wzniesienie w Układzie Słonecznym – Olympus Mons i największy kanion – Valles Marineris. Gładki obszar równinny Vastitas Borealis na półkuli północnej, który obejmuje 40% powierzchni planety, może być pozostałością ogromnego uderzenia. W przeciwieństwie do Ziemi, Mars jest mało aktywny geologicznie i nie zachodzą na nim zjawiska tektoniczne.
Do czasu pierwszego przelotu sondy Mariner 4 obok Marsa w 1965 roku spekulowano na temat obecności ciekłej wody na powierzchni planety. Podstawą spekulacji były obserwowane okresowe zmiany jasności obszarów powierzchni, w szczególności w pobliżu biegunów, które w obserwacjach teleskopowych wydawały się morzami i kontynentami. Długie ciemne linie na powierzchni, nazwane kanałami marsjańskimi, były interpretowane przez niektórych jako kanały nawadniające wybudowane przez istoty rozumne. Później uznano, że za tę interpretację odpowiada złudzenie optyczne, ale spośród planet Układu Słonecznego poza Ziemią to Mars pozostaje najlepszym kandydatem, jeśli chodzi o występowanie wody, a tym samym warunków do życia. Dane geologiczne zebrane przez bezzałogowe misje sugerują, że Mars miał kiedyś duże zasoby wody powierzchniowej, a małe wypływy wód podobne do gejzerów mogły występować w ciągu ostatniej dekady. W roku 2005 dane radarowe wykazały obecność dużych ilości lodu zarówno na biegunach, jak i na średnich szerokościach geograficznych. Lądownik Phoenix 31 lipca 2008 roku stwierdził bezpośrednio obecność wody w próbce regolitu pobranej w okolicach biegunowych. 28 września 2015 roku NASA ogłosiła, że znaleziono dowody na obecność ciekłej słonej wody na powierzchni. W miesiącach letnich woda w stanie ciekłym spływa ze zboczy kanionów i ścian kraterów w postaci strug i pozostawia ciemne plamy, które mogą mieć długość do kilkuset metrów. Zdaniem badaczy, istnienie wody na Marsie wskazuje na możliwość istnienia tam życia.
Mars ma dwa księżyce, Fobosa i Deimosa, małe i o nieregularnych kształtach. Prawdopodobnie powstały z materii wyrzuconej z Marsa w wyniku wielkich uderzeń w początkach istnienia planety. Mars ma także planetoidy trojańskie, takie jak (5261) Eureka, krążące w pobliżu punktów równowagi grawitacyjnej na orbicie planety wokół Słońca. Wokół Marsa krąży osiem sztucznych satelitów, 2001 Mars Odyssey, Mars Express, Mars Reconnaissance Orbiter, Mars Orbiter Mission, MAVEN, ExoMars Trace Gas Orbiter, Al Amal i Tianwen-1. Na powierzchni znajdują się aktywne łaziki Curiosity, Perseverance oraz kilka nieczynnych łazików i lądowników z zarówno udanych, jak i nieudanych misji (stan na kwiecień 2024).
Marsa łatwo dostrzec z Ziemi nawet gołym okiem. W wielkiej opozycji względem Słońca jego jasność osiąga −2,91; jasnością przewyższają go wówczas tylko Jowisz, Wenus, Księżyc oraz Słońce.

## Warunki fizyczne

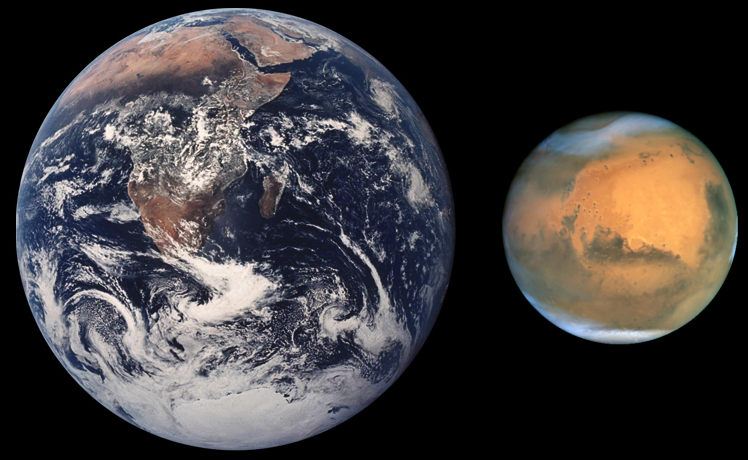
Ziemia i Mars w skali

Mars ma promień równy około połowy promienia Ziemi, około 15% objętości Ziemi, a przy tym 11% jej masy, co oznacza, że jego gęstość jest nieco mniejsza niż Ziemi. Jego powierzchnia jest tylko nieznacznie mniejsza niż całkowita powierzchnia ziemskich lądów. Chociaż Mars jest większy i masywniejszy niż Merkury, ma mniejszą gęstość. W efekcie na powierzchni obu planet występuje niemal identyczne natężenie pola grawitacyjnego. Rozmiary Marsa są pośrednie pomiędzy Ziemią a Księżycem. Rdzawoczerwony kolor powierzchni pochodzi od znajdującego się na powierzchni hematytu.

### Geologia

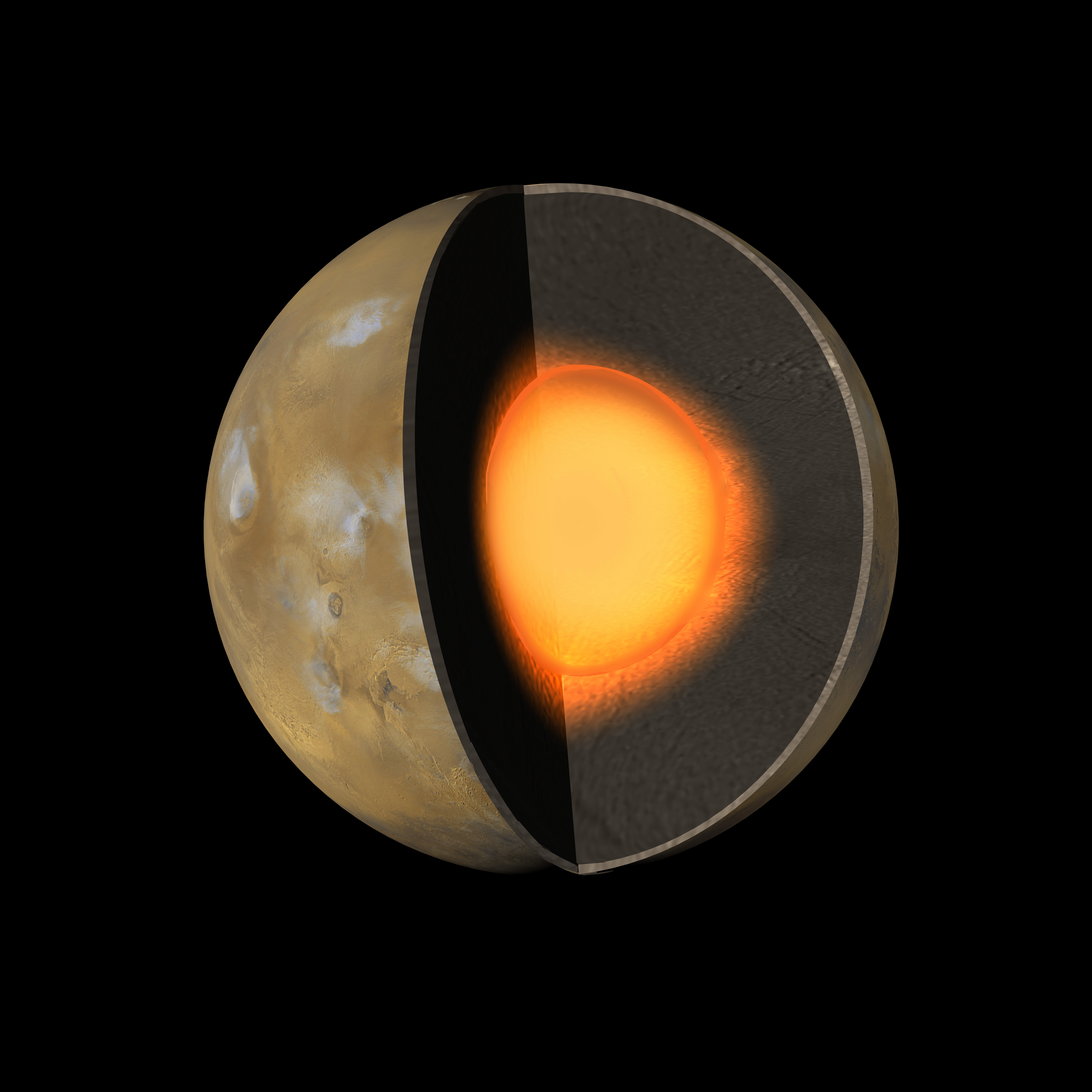
Mars przypomina budową Ziemię: pod skorupą prawdopodobnie znajduje się gruby płaszcz, a w głębi jądro złożone głównie z żelaza

Na podstawie obserwacji orbitalnych oraz badań meteorytów marsjańskich wydaje się, że powierzchnia Marsa jest złożona głównie z bazaltu. Niektóre dowody sugerują, że część powierzchni jest bogatsza w krzemionkę niż bazalt i mogą ją tworzyć skały podobne do ziemskich andezytów, jednak można to także wytłumaczyć obecnością amorficznej krzemionki. Znaczna część powierzchni Marsa jest pokryta pyłem tlenku żelaza.
Na Marsie nie występuje globalne dipolowe pole magnetyczne podobne do ziemskiego. Planeta ma jednak słabe pole magnetyczne o lokalnym charakterze. Obserwacje wykonane przez sondę Mars Global Surveyor wykazały, że w skorupie planety znajdują się na przemian położone pasma o przeciwnej biegunowości magnetycznej o szerokości przeważnie około 160 km i długości około 1000 km. Podobne struktury (liniowe anomalie magnetyczne) występują na dnie ziemskich oceanów. Istnienie pasm sugeruje, że w przeszłości dochodziło do ruchów płyt tektonicznych przy obecności dipolowego pola magnetycznego. Obecnie we wnętrzu planety nie funkcjonuje mechanizm dynama magnetohydrodynamicznego, który jest odpowiedzialny za generację pola magnetycznego planet.
Aktualne modele wnętrza planety zakładają istnienie jądra o promieniu 1480 km, składającego się głównie z żelaza i w około 14–17% z siarki, występującej głównie jako siarczek żelaza, jest ono częściowo płynne i ma dwukrotnie mniejszą gęstość niż materiał jądra Ziemi. Jądro otoczone jest krzemianowym płaszczem, którego aktywność przyczyniła się w przeszłości do powstania wielu obszarów tektonicznych i wulkanicznych na powierzchni. Zewnętrzną warstwę tworzy skorupa, jej średnia grubość to około 50 km, a maksymalnie 125 km. Skorupa ziemska ma średnio 40 km, a w stosunku do rozmiaru planety jest trzy razy cieńsza niż skorupa Marsa.
W okresie powstawania Układu Słonecznego w dysku protoplanetarnym otaczającym Słońce w wyniku procesu akrecji ziaren skalnych i pyłu powstały planety, w tym Mars. Wiele cech jego składu chemicznego wynika z jego położenia w Układzie Słonecznym. Pierwiastki o stosunkowo niskiej temperaturze wrzenia, takie jak chlor, fosfor i siarka są powszechniejsze na Marsie niż na Ziemi; zostały one prawdopodobnie usunięte z obszarów bliższych Słońcu przez wiatr słoneczny. Prawdopodobnie w wyniku tego samego zjawiska pierwotna zawartość tlenu na Marsie była większa niż na Ziemi. Tlen reagował z żelazem, w wyniku czego powierzchnia planety zyskała swój kolor. Mars ma znacznie większą zawartość żelaza w skorupie i płaszczu niż Ziemia, w której większość żelaza skupiła się w jądrze.

#### Historia geologiczna

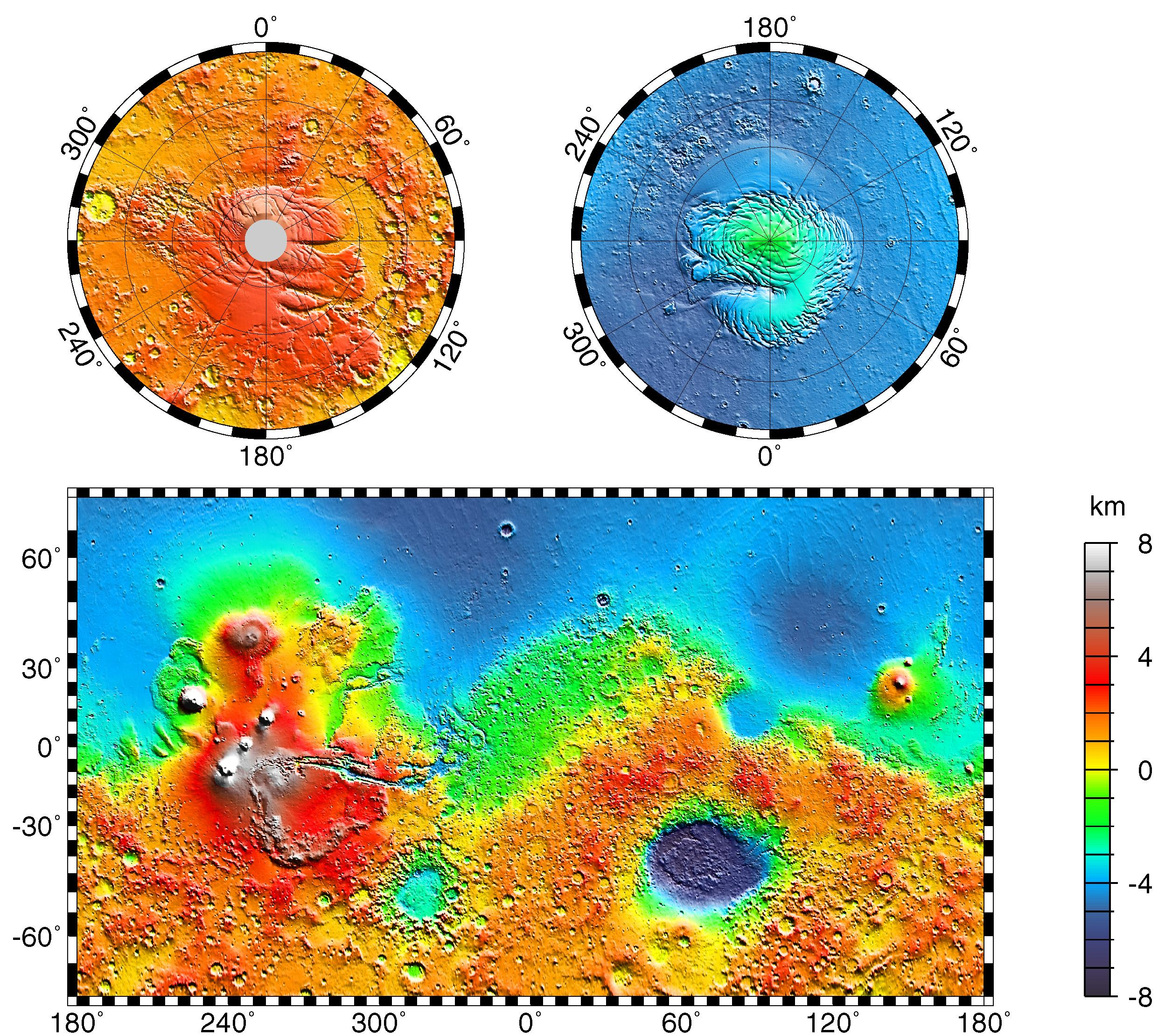
Wyżyny i wulkaniczne płaskowyże (czerwony) oraz niziny i baseny uderzeniowe (niebieski) dominują na mapie topograficznej Marsa

Po utworzeniu się planet, w historii Układu Słonecznego miał miejsce epizod Wielkiego Bombardowania. Około 60% powierzchni Marsa tworzą wyżyny noszące liczne ślady uderzeń z tego okresu. Znaczna część pozostałej powierzchni Marsa powstała prawdopodobnie przez ogromne wypływy lawy po uderzeniach. Największy taki nizinny obszar znajduje się na północnej półkuli, ma wymiary 10600 na 8500 km i jest około cztery razy większy niż Basen Biegun Południowy – Aitken na Księżycu, największy z potwierdzonych basenów uderzeniowych. Jedna z hipotez powstania tego obszaru sugeruje, że Mars został uderzony przez ciało wielkości Plutona około cztery miliardy lat temu. To wydarzenie, uważane za przyczynę dychotomii półkul Marsa, stworzyło basen uderzeniowy Borealis, wygładzony następnie przez wylewy lawy, który obejmuje 40% powierzchni planety.
Historię geologiczną Marsa można podzielić na kilka sposobów. Najczęściej wykorzystywany jest podział stratygraficzny na trzy podstawowe systemy, zbudowany w oparciu o rozkład kraterów na powierzchni i ich późniejsze modyfikacje (erozję). Wyznaczenie absolutnego wieku skał z różnych systemów jest bardzo niepewne, dlatego granice czasowe okresów geologicznych Marsa są trudne do określenia i zmieniają się w miarę rozwoju wiedzy:
- Wyróżniany przez niektórych okres przednoachijski trwający od uformowania się planety do powstania basenu Hellas Planitia (4,5–4,1 mld lat temu). Trwało w tym czasie Wielkie Bombardowanie i powstał podział Marsa na niziny na półkuli północnej i wyżyny na południowej[28]
- Okres noachijski – najstarszy okres w historii Marsa, z którego zachowały się skały odsłonięte na powierzchni. Obejmuje czas pomiędzy 4,1 a 3,7 miliarda lat temu, kiedy wciąż trwało Wielkie Bombardowanie, a klimat planety mógł być ciepły i wilgotny. Powstały wówczas liczne doliny rzeczne, a północne równiny Marsa przez dziesiątki, a może setki milionów lat[29] mógł pokrywać ocean[30][31].
- Okres hesperyjski – średni okres w historii Marsa. Trwał od 3,7 do około 3 miliardów lat temu (lub dłużej). Charakteryzował się wciąż intensywnym wulkanizmem i występowaniem potężnych powodzi, które mogły ponownie napełnić basen północnego oceanu. W rejonach okołorównikowych istniały jeszcze niewielkie jeziora powstałe ze stopionego lodu[32].
- Okres amazoński – najmłodszy okres w historii Marsa, który rozpoczął się ok. 3 miliardy lat temu i trwa do dziś. Generalnie jest zimny i suchy, charakteryzuje się powstawaniem lodowców i osadów lodowcowych. Obserwacje wskazują na istnienie wypływów wody z lodowców na średnich szerokościach geograficznych w ciągu ostatnich kilkuset milionów lat[28].

Niewielka aktywność geologiczna na Marsie miała miejsce także w niedawnej przeszłości geologicznej. Doliną Athabasca około 200 milionów lat temu płynęła lawa. W kanale Cerberus Fossae woda płynęła mniej niż 20 milionów lat temu, wskazano również niedawne intruzje wulkaniczne. 19 lutego 2008 roku zdjęcia z sondy Mars Reconnaissance Orbiter ukazały zejście lawiny ze zbocza skalnego o wysokości 700 m.

### Regolit

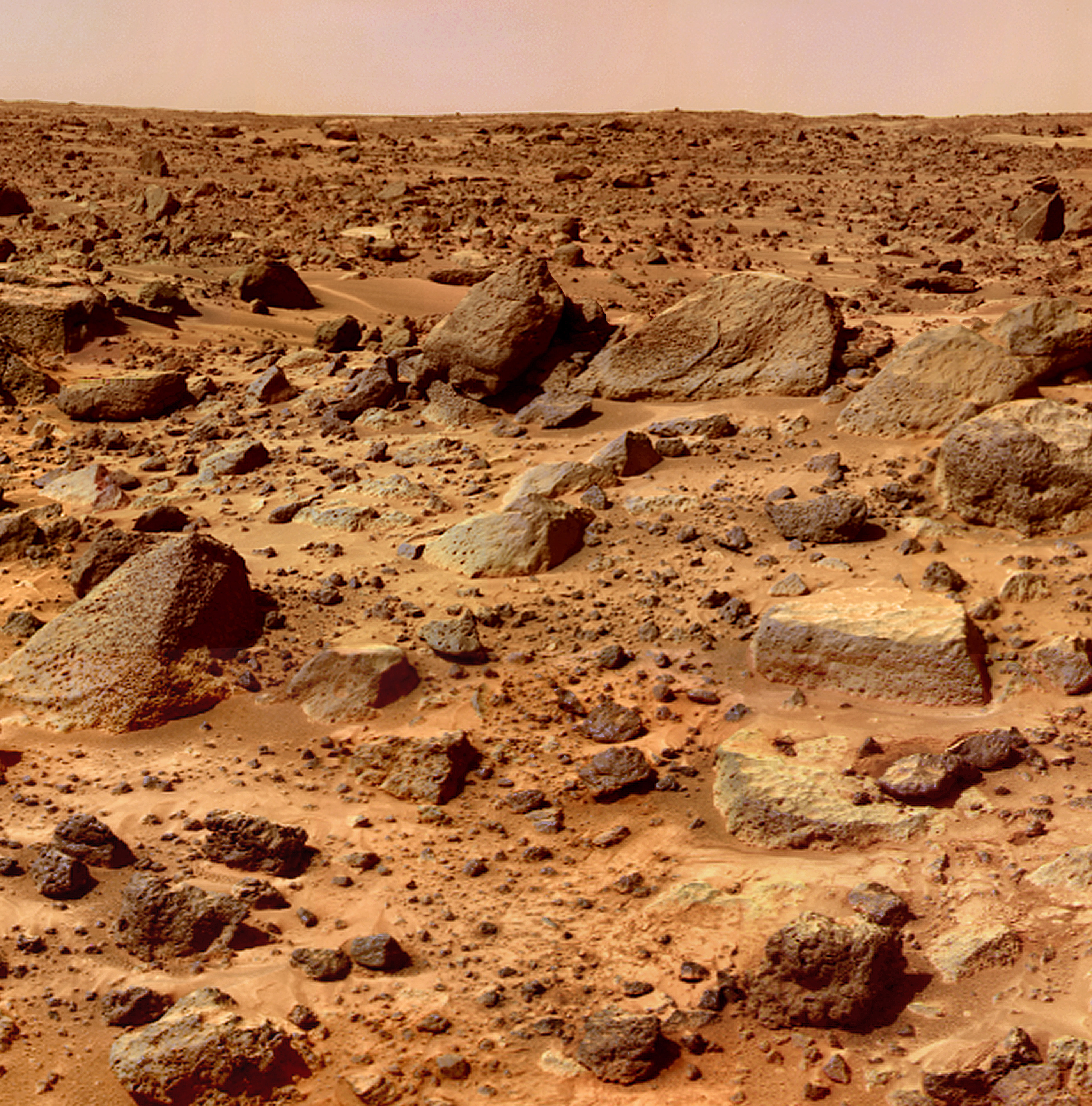
Skalista powierzchnia Marsa sfotografowana przez Mars Pathfinder

Dane przesłane przez lądownik Phoenix wskazują, że marsjański regolit ma odczyn lekko zasadowy i zawiera pierwiastki takie jak magnez, sód, potas i chlor. Te składniki znajdują się także w glebach na Ziemi i są niezbędnym składnikiem odżywczym dla roślin. Doświadczenia przeprowadzone przez lądownik wykazały, że pH marsjańskiego gruntu jest równe 8,3 i może on zawierać śladowe ilości nadchloranów.

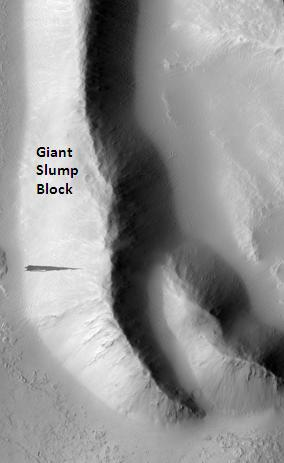
Ciemna smuga na zboczu wulkanu Tharsis Tholus, zdjęcie z aparatu HiRISE sondy MRO; kaldera wulkanu znajduje się po prawej stronie

Na całej powierzchni Marsa, na stromych zboczach kraterów, kanionów i dolin powszechnie występują wyróżniające się odcieniem smugi; często też pojawiają się nowe. Są one początkowo ciemne, jaśniejąc z biegiem czasu. Czasami takie smugi rozpoczynają się na małym obszarze, a następnie rozprzestrzeniają się na setki metrów. Zaobserwowano również smugi biegnące wzdłuż krawędzi skał oraz innych przeszkód naturalnych, leżących w poprzek ich pierwotnego biegu. Według najpopularniejszej hipotezy smugi te tworzą się, kiedy spodnie warstwy podłoża zostają odsłonięte po zejściu lawin jasnego pyłu, lub przejściu burz pyłowych. Istnieje jednak kilkanaście możliwych wyjaśnień tego zjawiska, w tym tezy zakładające udział wody, czy nawet obecność organizmów żywych.

### Hydrologia

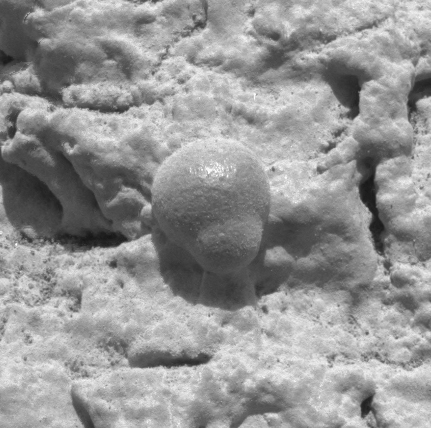
Zdjęcie mikroskopijnej formacji skalnej, powstałej w obecności wody, wykonane przez łazik Opportunity

Z powodu niskiego ciśnienia atmosferycznego woda w stanie ciekłym nie może obecnie istnieć na powierzchni Marsa, z wyjątkiem najniżej położonych terenów w pobliżu równika, gdzie może pojawiać się na krótki czas. Duże ilości lodu są uwięzione w kriosferze Marsa, czapy polarne wydają się być w dużej mierze złożone z zamarzniętej wody. Dane radarowe z Mars Express i Mars Reconnaissance Orbiter wskazują na duże ilości lodu wodnego zarówno w okolicach biegunów (lipiec 2005), jak i na średnich szerokościach geograficznych (listopad 2008). 31 lipca 2008 roku lądownik Phoenix pobrał próbki lodu bezpośrednio z marsjańskiego regolitu. Objętość lodu w czapach polarnych jest znaczna; gdyby uległy stopieniu, wody wystarczyłoby do pokrycia obszaru równego powierzchni planety do głębokości 11 metrów (w rzeczywistości pokryłaby ona tylko marsjańskie niziny). Wieczna zmarzlina rozciąga się od bieguna do około 60° szerokości planetograficznej.
Sądzi się, że w odległej przeszłości występowały na Marsie wielkie przepływy mas wody; największy miał miejsce w okresie, gdy tworzył się obszar Valles Marineris, stając się wielkim systemem kanałów odpływowych dla wód podpowierzchniowych. Mniejsza powódź mogła mieć miejsce około 5 mln lat temu, kiedy powstawały uskoki tworzące Cerberus Fossae, pozostawiając obszar będący prawdopodobnie powierzchnią zamarzniętego morza na równinie Elysium Planitia, którego środek znajduje się w obszarze Cerberus Palus. Morfologię tego regionu można jednak wytłumaczyć wypływami lawy, tworzącymi podobnie spękaną powierzchnię, które pokryły teren wcześniej zalany lawą przez erupcję szczelinową w obszarze Athabasca Valles. Nierówności powierzchni o skali decymetrów, bezwładność cieplna zbliżona do równin krateru Gusiewa i obecność stożków freatycznych potwierdzają hipotezę lawowego pochodzenia tego terenu. Ponadto ułamek masowy wody w tym obszarze do głębokości kilkudziesięciu centymetrów to tylko około 4%, które można łatwo przypisać minerałom uwodnionym, co nie potwierdza obecności lodu w pobliżu powierzchni.
Kamera wysokiej rozdzielczości na orbiterze Mars Global Surveyor dostarczyła zdjęcia, znacznie wzbogacające wiedzę na temat historii wody na powierzchni Marsa. Pomimo istnienia wielu olbrzymich kanałów powodziowych i dendrytycznych sieci dopływów, nie występują mniejsze struktury, które mogłyby wskazywać na pochodzenie wód powodziowych. Być może procesy wietrzenia zatarły je, co wskazywałoby, że kanały te są stare. Na ścianach kraterów i kanionów odnaleziono wiele rys, podobnych do małych ziemskich wąwozów. Znajdują się one głównie na wyżynach półkuli południowej, na zboczach skierowanych w stronę równika; wszystkie znajdują się na południe od 30° szerokości areograficznej. Nie zostały znalezione żadne wąwozy częściowo zdegradowane na skutek wietrzenia, nie ma też nakładających się na nie kraterów, co oznacza, że są bardzo młode.
Dwie fotografie, wykonane w odstępie sześciu lat, ukazują wąwóz z prawdopodobnie nowo powstałymi osadami. Michael Meyer, główny naukowiec programu eksploracji Marsa w NASA, twierdzi, że tylko przepływ materiału o dużej zawartości wody w stanie ciekłym może utworzyć taki układ gruzu skalnego, o takiej barwie. Czy jest to woda z opadów atmosferycznych, wypływów podziemnych, czy też z innego źródła, pozostaje kwestią otwartą. Zostały zasugerowane także inne wyjaśnienia, w tym możliwość tworzenia osadów przez szron dwutlenku węgla lub przez ruch pyłu na powierzchni.
Dalszymi dowodami, że na powierzchni Marsa występowała ciekła woda, jest wykrycie specyficznych minerałów takich jak hematyt i getyt, które czasem powstają w obecności wody. Część argumentów za istnieniem w przeszłości zbiorników wodnych i przepływów została zanegowana przez dokładną analizę zdjęć o wysokiej rozdzielczości (około 30 cm na piksel), wykonanych przez Mars Reconnaissance Orbiter. Na zdjęciach tych nie obserwuje się form, które powstają na brzegach zbiorników wodnych. Jednakże w 2004 roku łazik Opportunity wykrył obecność minerału jarosytu w skale El Capitan, w odsłonięciu nazwanym Opportunity Ledge. Znaleziony minerał powstaje tylko w obecności kwaśnej wody.
We wrześniu 2015 roku analizy danych, które zebrała sonda Mars Reconnaissance Orbiter dają następne dowody na to, że ciekła woda okresowo występuje na Marsie współcześnie. Pracujący na pokładzie sondy spektrometr zarejestrował sygnatury występowania na zboczach uwodnionych minerałów.

#### Czapy polarne

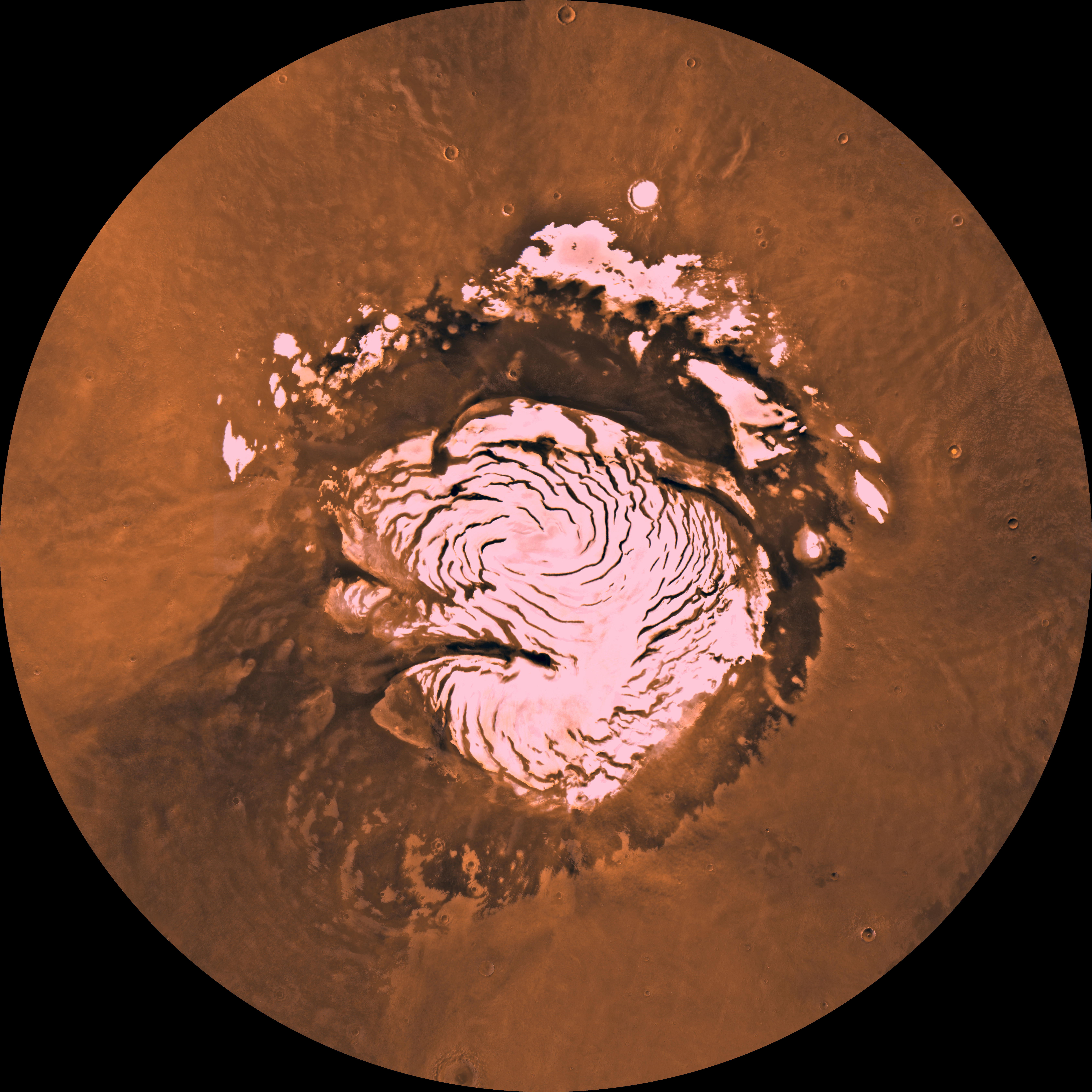
Północna czapa lodowa Marsa

Mars ma dwie stałe polarne czapy lodowe. Podobnie jak na Ziemi, w czasie polarnej zimy czapa lodowa pozostaje w ciągłej ciemności, co prowadzi do ochłodzenia powierzchni i atmosfery oraz wytrącenia się w grubej warstwy CO
2 w postaci suchego lodu. Kiedy biegun zostaje ponownie wystawiony na działanie promieni słonecznych, zamrożony CO
2 sublimuje, tworząc silne wiatry (do 400 km/h) wiejące z okolicy biegunów. To sezonowe zjawisko transportuje duże ilości pyłu i pary wodnej, co podobnie jak na Ziemi, tworzy szron i duże chmury typu cirrus. Chmury lodu wodnego były fotografowane m.in. przez łazik Opportunity w 2004 roku.
Czapy polarne na obu biegunach składają się głównie z lodu wodnego. Zestalony dwutlenek węgla gromadzi się na północnej czapie polarnej w postaci cienkiej warstwy, o grubości do około jednego metra jedynie w czasie nocy polarnej, podczas gdy południową czapę polarną pokrywa stale suchy lód o grubości około ośmiu metrów. Północna czapa polarna ma średnicę około 1000 kilometrów podczas lata na tej półkuli i zawiera około 1,6 miliona kilometrów sześciennych lodu, który, gdyby go rozprowadzić równomiernie na całej powierzchni czapy, tworzyłby warstwę grubości 2 km. Dla porównania, lądolód na Grenlandii ma 2,85 miliona kilometrów sześciennych. Południowa czapa polarna ma średnicę 350 km i 3 km grubości. Całkowitą objętość lodu w południowej czapie polarnej wraz z sąsiednimi warstwami osadów również szacuje się na 1,6 miliona kilometrów sześciennych. Na obu polarnych czapach widoczne są spiralne kaniony. Uważa się, że formy te są rezultatem różnic w ogrzewaniu słonecznym, sublimacji lodu i kondensacji pary wodnej.
Sezonowe zamrażanie i rozmrażanie w południowej pokrywie lodowej tworzy pająkowate promieniowe kanały o głębokości 1 metra, wyryte w lodzie przez światło słoneczne. Następnie sublimacja CO
2 i prawdopodobnie także wody przyczynia się do wzrostu ciśnienia w ich wnętrzu, co z kolei powoduje erupcje zimnych płynów, często zmieszanych z ciemnym bazaltowym piaskiem lub błotem, podobne do gejzerów. Proces ten zachodzi szybko, w skali kilku dni, tygodni lub miesięcy, co jest szybkością dość nietypową w geologii – w szczególności na Marsie.

### Geografia

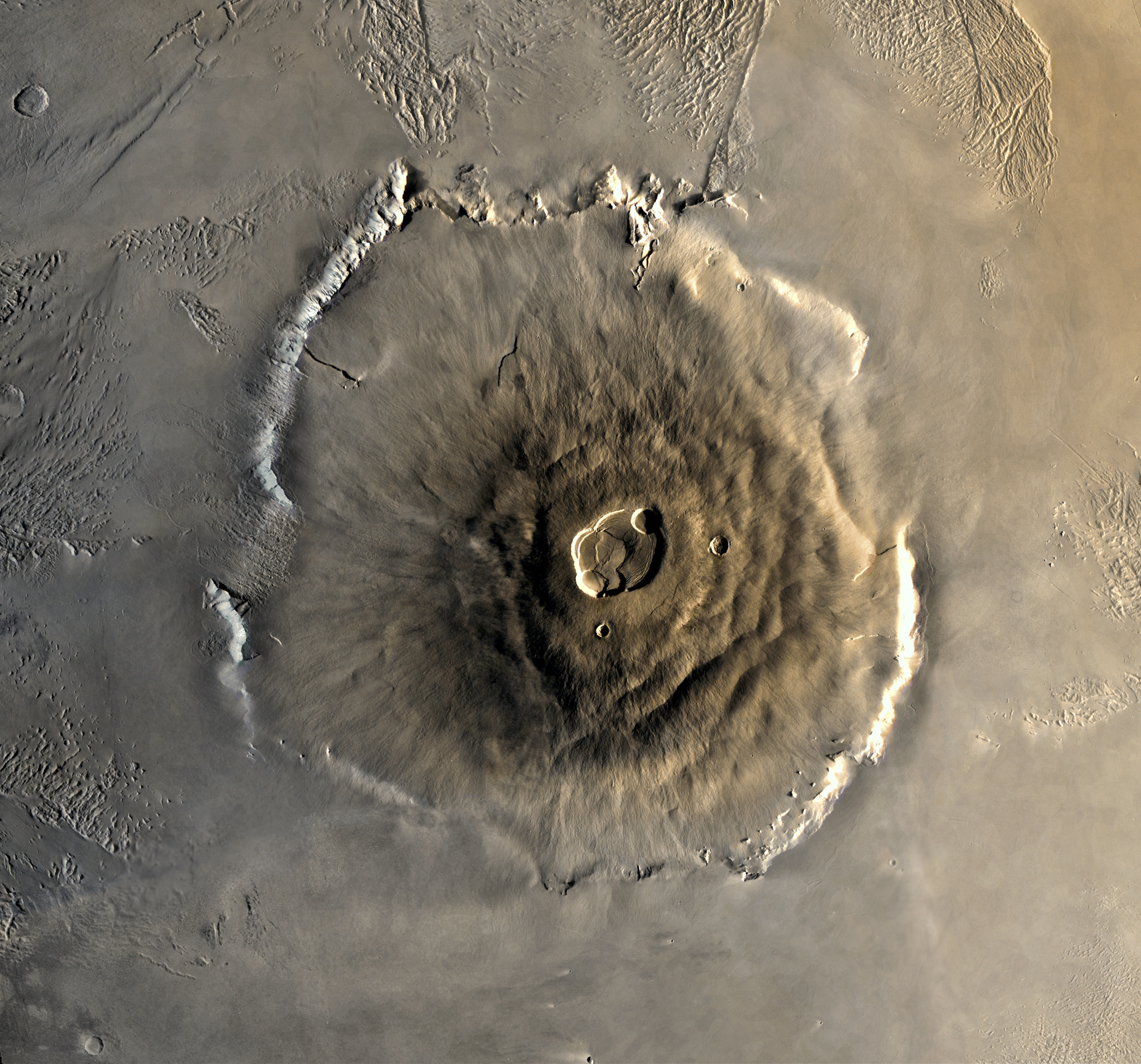
Olympus Mons, najwyższa góra w Układzie Słonecznym

Porównanie rozmiaru Olympus Mons do rozmiaru Polski

Chociaż Johann Heinrich von Mädler i Wilhelm Beer zapisali się w historii astronomii raczej jako twórcy map Księżyca, to byli też twórcami pierwszych map Marsa. Zaczęli od stwierdzenia, że większość cech powierzchni Marsa jest stała i określili dokładnie okres rotacji planety. W 1840 roku, po dziesięciu latach obserwacji, Mädler przedstawił pierwszą mapę Marsa. Zamiast nadawać nazwy różnym obiektom, astronomowie po prostu oznaczyli je literami; Sinus Meridiani został wówczas oznaczony literą „a”.
Obecne nazwy obiektów i obszarów na powierzchni Marsa pochodzą z wielu źródeł. Duże cechy albedo zachowują zwykle starsze nazwy, choć są one często aktualizowane dla oddania ich natury. Na przykład jasne miejsce nazwane „śniegami Olimpu” (Nix Olympica) okazało się być w rzeczywistości chmurą towarzyszącą olbrzymiej górze Olimp (Olympus Mons). Powierzchnia Marsa widziana z Ziemi dzieli się na dwa rodzaje obszarów o różnym albedo (jasności). Jaśniejsze równiny pokryte pyłem i piaskiem bogatym w czerwonawe tlenki żelaza były kiedyś uważane za marsjańskie „kontynenty” i nadawano im nazwy takie jak Arabia Terra („ziemia Arabii”) lub Amazonis Planitia („równina Amazonii”). Ciemne obszary uważano za morza, stąd też ich nazwy: Mare Erythraeum („morze Erytrejskie”) i Aurorae Sinus („zatoka zórz”). Największy ciemny obszar widziany z Ziemi to Syrtis Major Planum. Północny płaskowyż polarny nazwano Planum Boreum, podczas gdy południowy – Planum Australe.

#### Współrzędne areograficzne
Równik Marsa jest definiowany przez jego obrót, ale położenie południka zerowego można określić, tak jak na Ziemi, przez wybór dowolnego punktu. Mädler i Beer wybrali linię południka zerowego w 1830 roku, tworząc pierwsze mapy Marsa. Po analizie zdjęć Marsa z Marinera 9 w 1972 roku za punkt o zerowej długości areograficznej (od greckiej nazwy planety: Ἄρης) wybrano mały krater (nazwany później Airy-0), znajdujący się na Meridiani Planum; wybór ten odpowiada jego pierwotnemu określeniu.
Ponieważ Mars nie ma obecnie oceanów, nie ma też „poziomu morza”, który naturalnie można uznać za położony na zerowej wysokości. Poziom odniesienia określono jako wysokość, na której panuje ciśnienie atmosferyczne 6,105 hPa. Ciśnienie to odpowiada punktowi potrójnemu wody i jest równe około 0,6% ciśnienia na poziomie morza na Ziemi (0,006 atm).

#### Kratery uderzeniowe
Na powierzchni Marsa odnaleziono 43 tys. kraterów uderzeniowych o średnicy co najmniej 5 km, nie licząc mniejszych. Największymi potwierdzonymi spośród nich są basen Utopia, stanowiący część północnych nizin oraz basen Hellas, wyraźnie jaśniejszy od otaczających wyżyn i dobrze widoczny z Ziemi. Ze względu na mniejszą od ziemskiej masę Marsa, prawdopodobieństwo kolizji obiektu z nim jest o połowę mniejsze niż z Ziemią, jednak Mars znajduje się bliżej pasa planetoid, co z kolei zwiększa szanse na uderzenie przez pochodzące z niego ciała. Jest on również bardziej narażony na uderzenia komet krótkookresowych, które poruszają się wewnątrz orbity Jowisza. Pomimo tego na Marsie jest znacznie mniej kraterów niż na Księżycu, ponieważ atmosfera Marsa zapewnia ochronę przed małymi meteoroidami. Wygląd niektórych kraterów sugeruje, że po uderzeniu meteorytu doszło do wypływu wody.
Badania z 2008 roku wsparły hipotezę z 1980 roku, że uderzająca dwudzielność topografii Marsa jest wynikiem wielkiego zderzenia. Północne równiny Vastitas Borealis, wypłaszczone przez wylewy lawy i kontrastujące z południowymi wyżynami, usianymi dawnymi kraterami, miałyby być pozostałością basenu uderzeniowego. Hipoteza ta stwierdza, że cztery miliardy lat temu w północną półkulę Marsa uderzył obiekt o średnicy od 1/10 do 2/3 Księżyca. Zderzenie to utworzyło na północnej półkuli Marsa basen uderzeniowy o 10 600 km długości i 8500 km szerokości, czyli o powierzchni Europy, Azji i Australii razem wziętych, większy niż Basen Biegun Południowy – Aitken.

#### Obszary przekształcone tektonicznie

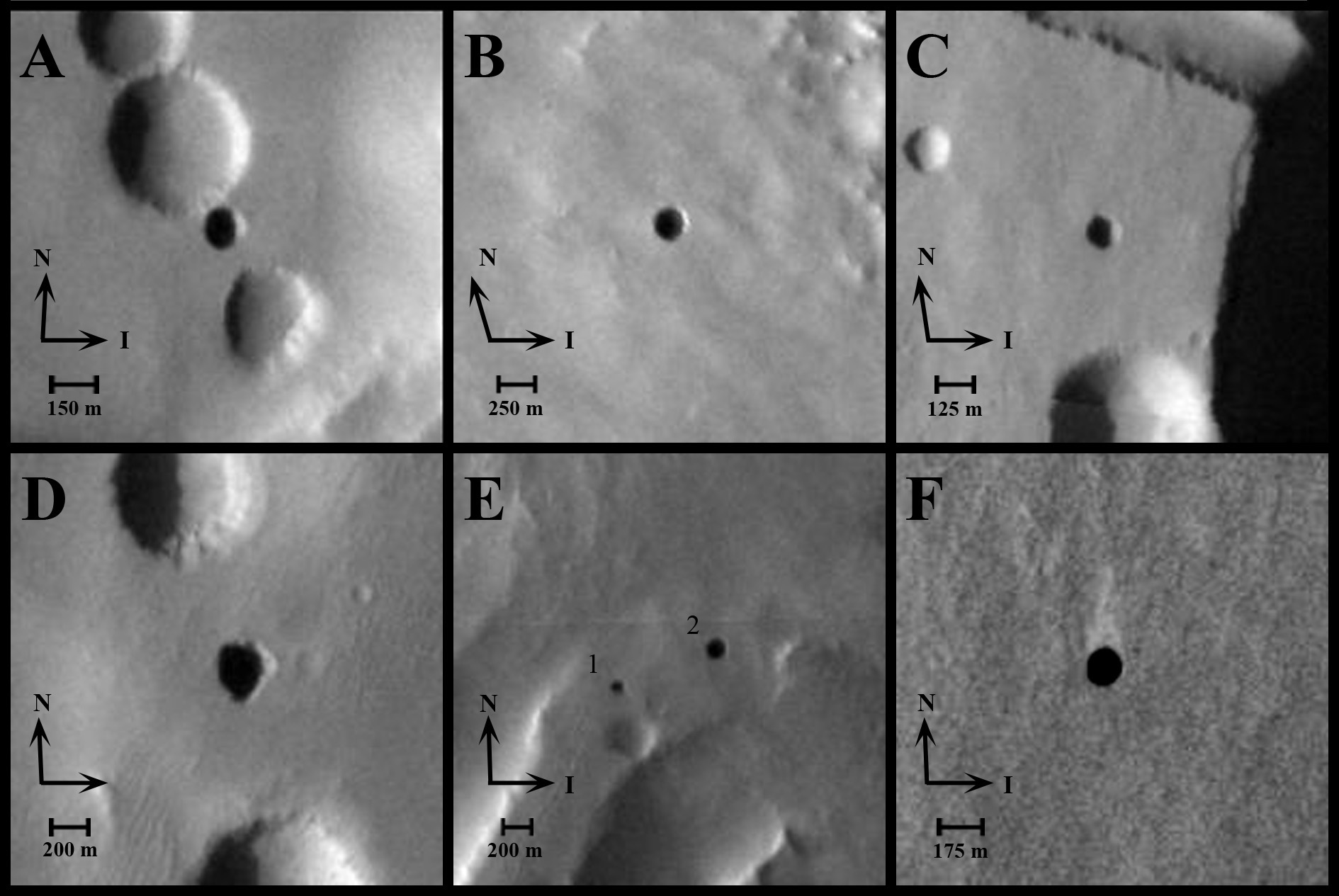
Obrazy jaskiń lawowych na Marsie, uzyskanych przez instrument THEMIS na pokładzie orbitera 2001 Mars Odyssey; noszą one nieformalne nazwy: (A) Dena (B) Chloe (C) Wendy (D) Annie (E) Abby (z lewej) i Nikki, i (F) Jeanne

Wulkan tarczowy Olympus Mons (góra Olimp), o wysokości 26 km, jest najwyższą znaną górą w Układzie Słonecznym. Jest to wygasły wulkan położony na rozległym wyżynnym obszarze Tharsis, na którym występuje także kilka innych dużych wulkanów. Olympus Mons jest ponad trzy razy wyższy niż Mount Everest, który ma niewiele ponad 8,8 km. Na Marsie znajduje się jeszcze jedna duża wyżyna wulkaniczna, Elysium, z wulkanami sięgającymi 14 km (Elysium Mons).
Duży kanion, Valles Marineris, określany także na starszych mapach jako kanał Agathadaemon, ma długość 4 tys. km i głębokość do 7 km. Długość Valles Marineris odpowiada rozciągłości Europy, rozciąga się on na jedną piątą obwodu Marsa. Dla porównania, Wielki Kanion Kolorado na Ziemi ma tylko 446 km długości i prawie 2 km głębokości. Valles Marineris powstał w wyniku potężnego wybrzuszenia skorupy w rejonie Tharsis, które spowodowało zapadnięcie skorupy w sąsiadującym obszarze. Kolejnym dużym kanionem jest Ma'adim Vallis (nazwa Ma’adim oznacza Marsa w języku hebrajskim), o długości 700 km, szerokości 20 km i głębokości do 2 km, który również jest większy od Kanionu Kolorado. Jest możliwe, że był on zalany wodą w przeszłości.

#### Jaskinie
Obrazy z instrumentu Thermal Emission Imaging System (THEMIS) na pokładzie orbitera 2001 Mars Odyssey, wykonującego zdjęcia w podczerwieni i świetle widzialnym, wskazały siedem prawdopodobnych otworów jaskiń lawowych na zboczach wulkanu Arsia Mons; jaskinie te noszą wspólną nazwę „siedem sióstr”.
Wejścia do jaskiń mają od 100 do 252 m szerokości, a ich głębokość jest szacowana na co najmniej 73 do 96 m. Ponieważ światło nie dochodzi do dna większości jaskiń, jest prawdopodobne, że są one znacznie głębsze niż te oszacowania i rozszerzają się pod powierzchnią. Jaskinia Dena jest wyjątkiem, jej dno jest widoczne, a znajduje się na głębokości 130 m. Wnętrza tych komór mogą być chronione przed mikrometeorytami, promieniowaniem UV, rozbłyskami słonecznymi i cząstkami o wysokiej energii, które bombardują powierzchnię planety. Jaskinie odkryto także na zboczach dwóch innych wulkanów pasma Tharsis Montes.

### Atmosfera

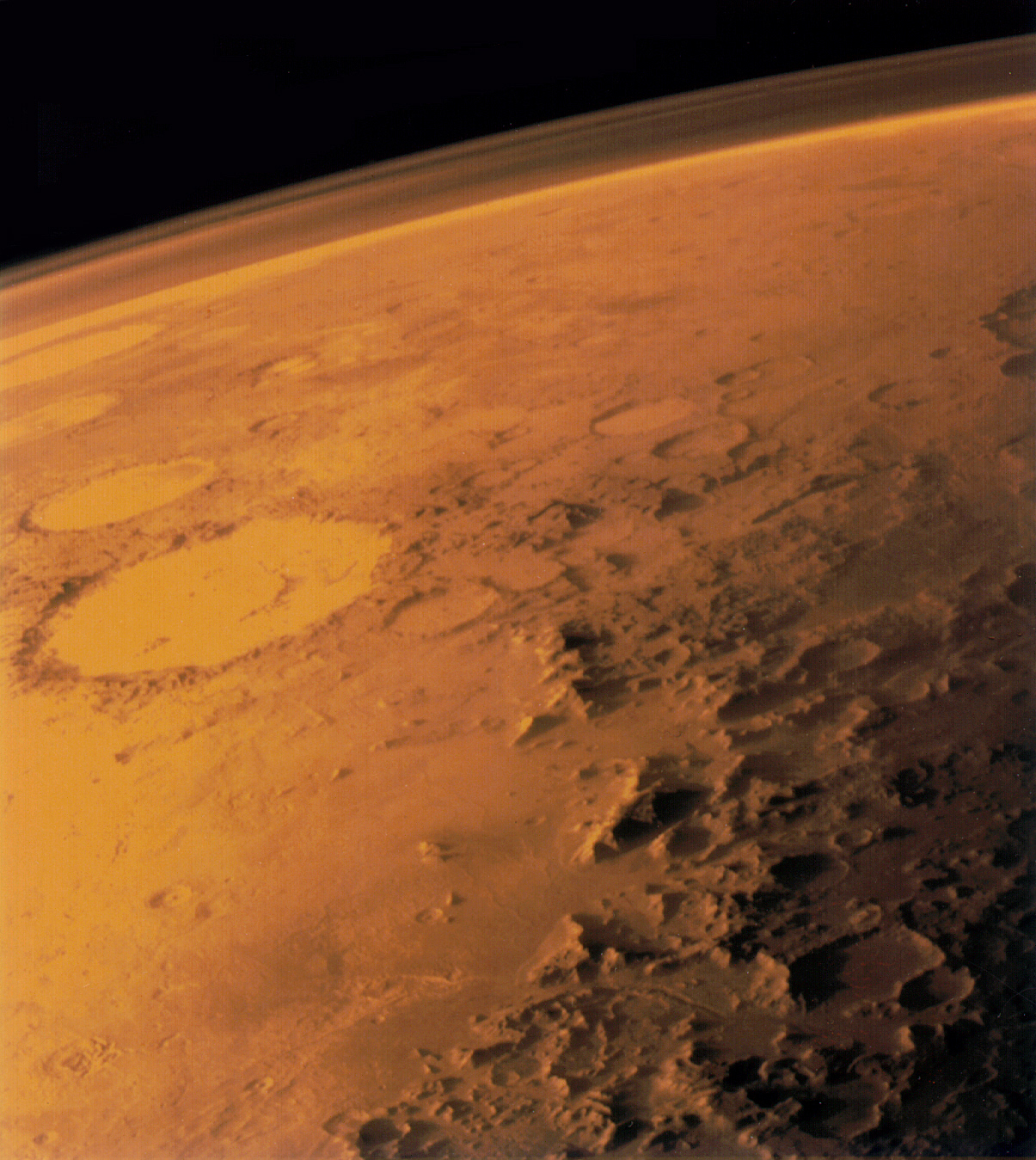
Zdjęcie orbitalne Marsa z niskiej orbity, nad brzegiem planety widoczna cienka, zapylona atmosfera

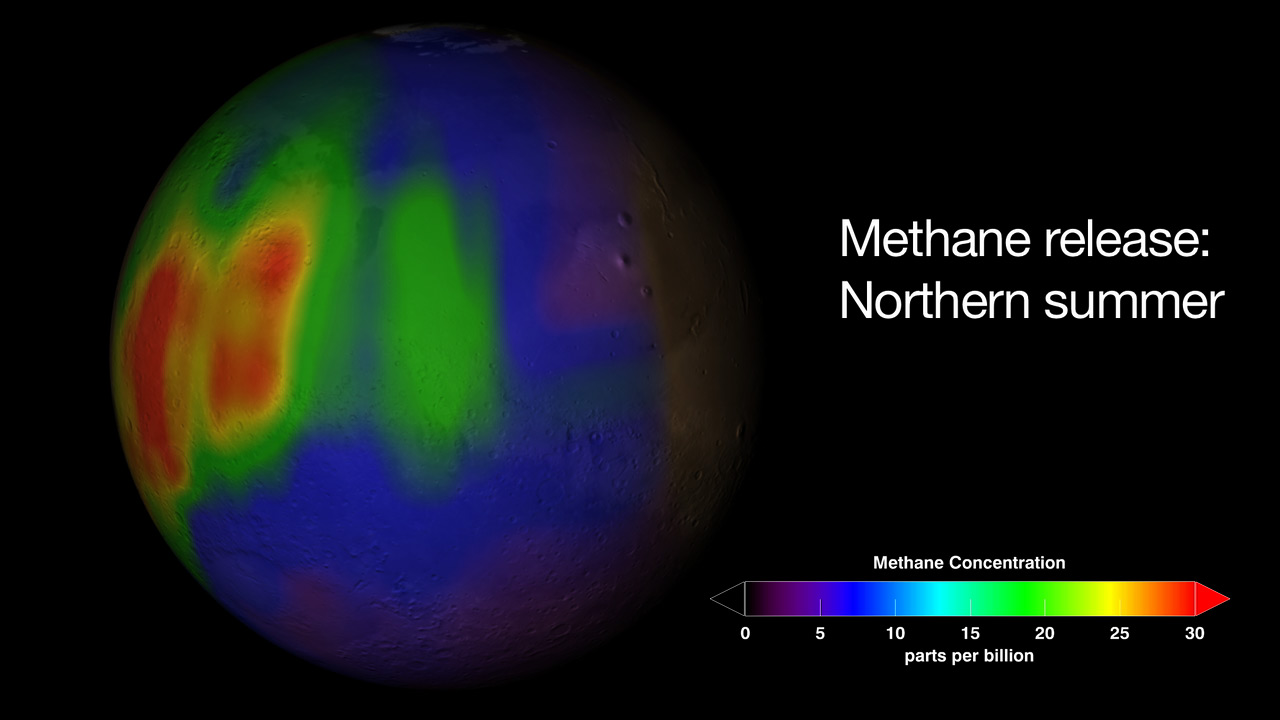
Zawartość metanu w atmosferze Marsa podczas lata na północnej półkuli – mapa NASA

Mars utracił magnetosferę 4 miliardy lat temu, od tego czasu cząstki wiatru słonecznego docierają bezpośrednio do jonosfery planety, gdzie zderzają się z cząsteczkami cienkiej atmosfery, nadając im dużą prędkość, umożliwiającą ucieczkę z jej pola grawitacyjnego. Mars Global Surveyor i Mars Express wykryły te zjonizowane cząsteczki, uciekające w przestrzeń kosmiczną. W porównaniu do Ziemi, atmosfera Marsa jest bardzo cienka. Ciśnienie na powierzchni osiąga zaledwie 30 Pa (0,30 hPa) na szczycie Olympus Mons, zaś na dnie basenu Hellas sięga 1155 Pa (11,55 hPa); średnie ciśnienie atmosferyczne na Marsie to 600 Pa. Na Ziemi takie ciśnienie panuje na wysokości 35 km nad powierzchnią morza; stanowi to mniej niż 1% ciśnienia przy powierzchni Ziemi (1013 hPa). Ciśnienie w atmosferze Marsa spada wraz z wysokością wolniej niż na Ziemi, względny spadek e razy (w przybliżeniu 2,7 razy) następuje co około 10,8 km (na Ziemi co około 6 km). Wynika to ze znacznie mniejszego przyspieszenia grawitacyjnego na powierzchni Marsa (około 38% ziemskiego). Wpływ tego czynnika jest do pewnego stopnia łagodzony przez niższą temperaturę i wyższą o około 50% średnią masę cząsteczkową atmosfery, które to efekty zwiększają gęstość atmosfery mającą wpływ na ciśnienie.
Atmosfera Marsa zawiera 95% dwutlenku węgla, 3% azotu, 1,6% argonu oraz śladowe ilości tlenu i wody. Jest także silnie zapylona, pył tworzą cząstki o średnicy około 1,5 mikrometra, nadające marsjańskiemu niebu płowy kolor przy obserwacji z powierzchni.
Prędkość dźwięku w atmosferze marsjańskiej zmierzona przez próbnik Perseverance wynosi 240 m/s.
Metan został wykryty w marsjańskiej atmosferze w stężeniu objętościowym około 30 ppb; tworzy on rozszerzone pióropusze, co oznacza, że jest uwalniany z oddzielnych, niewielkich pod względem powierzchni źródeł. Na półkuli północnej główny pióropusz zawiera podczas lata 19 tys. ton metanu, a wydajność źródła szacowana jest na 0,6 kilograma na sekundę. Profile sugerują, że mogą istnieć dwa źródła metanu, pierwsze skupione w pobliżu 30°N, 260°W, a drugie w pobliżu 0°, 310°W. Czas życia metanu w atmosferze Marsa może wynosić od 4 lat ziemskich do tylko 0,6 roku ziemskiego. Szybka wymiana gazu oznaczałaby istnienie aktywnego źródła gazu na planecie. Wśród możliwych źródeł wymienia się: aktywność wulkaniczną, upadki komet oraz obecność metanogennych form życia. Metan może być również wytwarzany w procesie niebiologicznym zwanym serpentynizacją, z udziałem wody, dwutlenku węgla i oliwinu, które występują na Marsie. W czerwcu roku 2012 opublikowano wyniki testów laboratoryjnych z których wynikało, że metan może być produkowany w procesie naświetlania promieniami UV spadających na planetę bogatych w węgiel meteorytów. Szacuje się, że Mars musi uwalniać 270 ton metanu na rok.

### Klimat

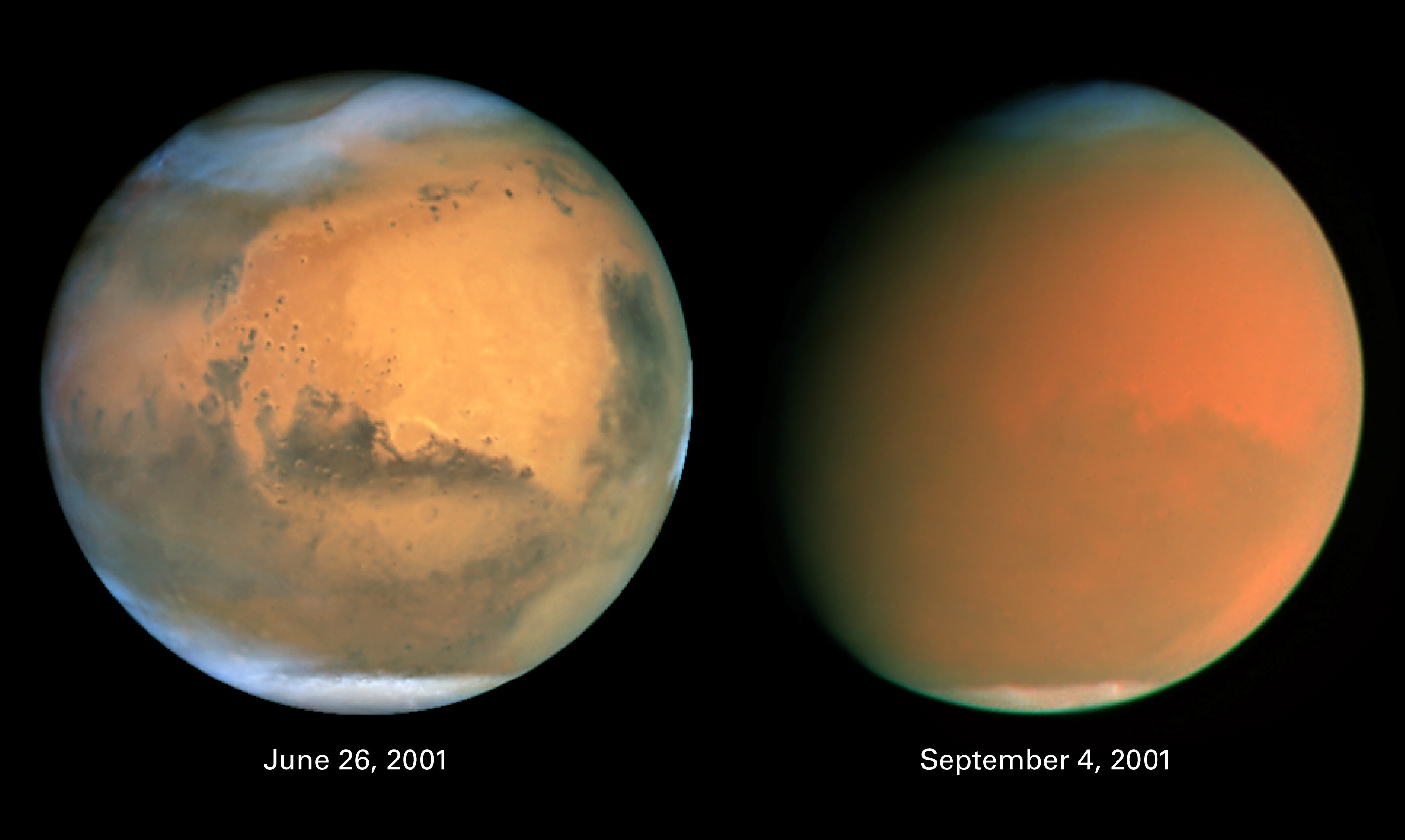
Mars w czerwcu 2001 roku i podczas burzy piaskowej we wrześniu 2001, zdjęcia Kosmicznego Teleskopu Hubble’a

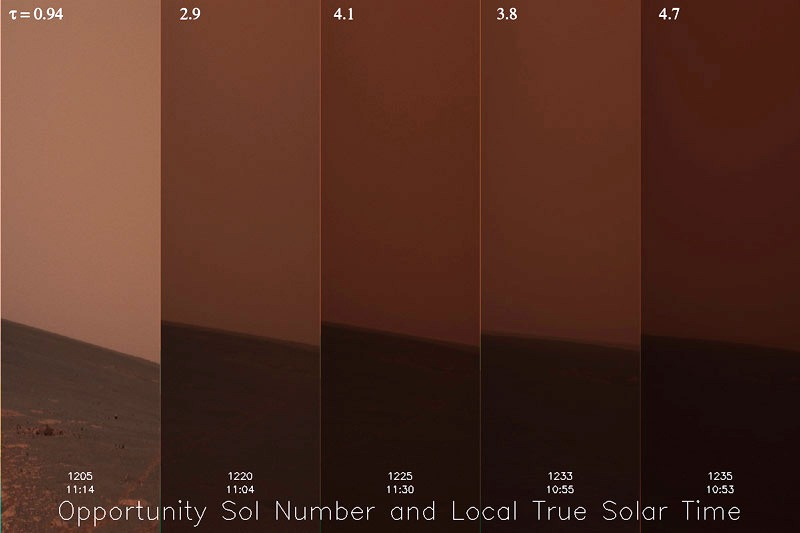
Burza pyłowa

Spośród wszystkich planet w Układzie Słonecznym, pory roku na Marsie są najbardziej podobne do ziemskich, a to ze względu na podobne nachylenie osi obrotu obydwu planet do płaszczyzny orbity. Jednak z powodu większej odległości Marsa od Słońca, pory roku na nim są około dwa razy dłuższe niż na Ziemi. Temperatura powierzchni Marsa waha się, spadając do około −133 °C podczas zimy na biegunach i dochodząc do +27 °C w ciepłe dni na równiku. Niższe temperatury wynikają z tego, że planeta jest 1,52 razy dalej od Słońca niż Ziemia, w wyniku czego na jego powierzchnię dociera 43 procent energii padającej na taką samą powierzchnię na Ziemi. Duże zmiany z kolei wynikają z małej pojemności cieplnej cienkiej atmosfery (ze względu na niskie ciśnienie) i bezwładności cieplnej marsjańskiego gruntu, który nie może na długo gromadzić ciepła słonecznego.
Wpływ na klimat na Marsie ma także stosunkowo duży mimośród jego orbity. Mars znajduje się w pobliżu peryhelium, gdy na półkuli południowej jest lato, a na północnej zima, zaś w pobliżu aphelium na półkuli południowej jest zima, a na północnej lato. W rezultacie, pory roku na półkuli południowej są bardziej surowe niż na półkuli północnej, gdzie różnice między latem a zimą są mniejsze. Temperatura latem na południu może być do 30 °C wyższa niż w lecie na północy, na tej samej szerokości areograficznej.
Ponadto marsjańska atmosfera jest tak cienka, że nawet po ciepłym dniu, gdzie temperatura wynosić może nawet 20 °C, w nocy może spaść do −90 °C.

#### Marsjańskie burze pyłowe
Na Marsie występują największe w Układzie Słonecznym burze piaskowe. Mogą one mieć zarówno zasięg lokalny, jak też obejmować całą planetę. W ich trakcie wiatr może osiągać nawet 300 km/h. Burze występują częściej, gdy Mars jest najbliżej Słońca, w wyniku czego jego powierzchnia jest silniej ogrzewana. Ostatnie badania wskazują, że występowanie burz jest związane również ze zmianami pędu planety względem środka masy Układu Słonecznego w trakcie ruchu planety wokół centrum Układu Słonecznego. Inne planety mają wpływ na pęd Marsa, który zmienia się cyklicznie w okresie 2,2 roku (obieg wokół Słońca trwa 1,9 roku), sezon burz pyłowych na Marsie rozpoczyna się gdy pęd rośnie.
Burze piaskowe to bardzo niebezpieczne zjawisko w kontekście przyszłych lotów na Marsa. Powierzchnia planety zostaje odcięta od promieni słonecznych, a wszystko pokrywa się warstwą drobnego pyłu. Może mieć to zły wpływ na pracujące na planecie urządzenia mechaniczne i elektroniczne, w tym na panele słoneczne, których wydajność znacznie spadnie. Przypuszczenia te potwierdziły się podczas globalnej burzy pyłowej w 2007 roku po której zauważono znaczny spadek energii wytwarzanej przez panele słoneczne zainstalowane na pokładzie aktywnych w tym czasie łazików marsjańskich Spirit oraz Opportunity. Burza pyłowa z 2018 roku zakończyła pracę łazika Opportunity.

## Orbita i obrót
Średnia odległość Marsa od Słońca to około 230 mln km (1,52 au), a czas obiegu wokół Słońca (rok marsjański) jest równy 687 dni ziemskich, co odpowiada 1,8809 roku ziemskiego (1 rok, 320 dni i 18,2 godziny). Doba słoneczna na Marsie jest niewiele dłuższa niż ziemska i ma 24 godziny, 39 minut i 35,244 sekundy.
Nachylenie osi obrotu Marsa (odchylenie od prostej prostopadłej do płaszczyzny orbity) to 25,19°, jest ono podobne do nachylenia osi obrotu Ziemi. W rezultacie pory roku na Marsie są podobne do ziemskich, choć prawie dwa razy dłuższe z uwagi na dłuższy rok. W obecnej orientacji biegun północny Marsa wskazuje kierunek zbliżony do położenia gwiazdy Deneb.
Orbita Marsa ma stosunkowo duży mimośród, równy około 0,09; wśród planet Układu Słonecznego tylko orbita Merkurego ma większą ekscentryczność. W przeszłości orbita Marsa była bardziej kołowa niż obecnie, jej mimośród zmienia się w wyniku oddziaływania grawitacyjnego z innymi planetami. 1,35 miliona lat temu (lat ziemskich) ekscentryczność orbity Marsa wynosiła około 0,002, dużo mniej niż dzisiaj ma orbita Ziemi. Okres zmian mimośrodu Marsa to 96 tys. lat ziemskich, w porównaniu analogiczny cykl dla Ziemi ma okres 100 tys. lat. Mars ma też znacznie dłuższy cykl zmian ekscentryczności o okresie 2,2 mln lat ziemskich, ale ma on mniejszą amplitudę i na wykresie zmian ekscentryczności jest zakrywany przez cykl krótszy. Przez ostatnie 35 tys. lat mimośród jego orbity był nieco większy niż dziś, ze względu na efekty grawitacyjne innych planet. Minimalna odległość między Ziemią a Marsem będzie nadal powoli zmniejszała się przez następne 25 tys. lat.
| Ilustracja. Dwie eliptyczne orbity, czerwona wewnątrz żółtej. Widok znad bieguna ekliptyki. | Porównanie orbit Marsa (czerwona) i Ceres (żółta), planety karłowatej krążącej w pasie planetoid. Obraz po lewej ukazuje orbity z północnego bieguna ekliptyki, zaś po prawej z węzła wstępującego. Część orbity na południe od ekliptyki jest zaznaczona ciemniejszym kolorem. Peryhelium (q) i aphelium (Q) są opatrzone datami ostatnich przejść. | Ilustracja. Dwie eliptyczne orbity, czerwona wewnątrz żółtej. Widok w płaszczyźnie ekliptyki. |

## Księżyce

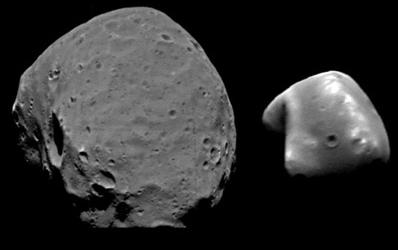
Księżyce Marsa: Fobos (po lewej) i Deimos (po prawej)

Mars ma dwa małe księżyce o nieregularnych kształtach, których orbity są bardzo bliskie planety: Fobosa i Deimosa. Mogą być one ciałami utworzonymi z materii wyrzuconej przez uderzenia z powierzchni planety albo przechwyconymi planetoidami.
Oba zostały odkryte w 1877 roku przez Asapha Halla. Ich nazwy pochodzą od imion synów greckiego boga wojny Aresa, Fobosa (jego imię znaczy „strach”) i Dejmosa („trwoga”), którzy w mitologii greckiej towarzyszyli ojcu w bitwach. Odpowiednikiem Aresa w mitologii Rzymian był Mars.
Obserwowany z powierzchni Marsa ruch Fobosa i Deimosa bardzo różni się od ruchu naszego Księżyca. Fobos znajduje się bardzo blisko planety i jego okres obiegu to zaledwie 7,66 godziny, znacznie mniej niż czas obrotu Marsa wokół własnej osi, przez co jego pozorny ruch na niebie jest przeciwny do ruchu Słońca. Fobos wschodzi na zachodzie, a zachodzi na wschodzie, a jego pozorny czas obiegu to około 11 godzin, przez co wschód następuje częściej niż 2 razy na dobę marsjańską. Deimos krąży nieznacznie dalej niż orbita synchroniczna, jego pozorny ruch jest zgodny z ruchem Słońca, ale bardzo powolny. Obiega on planetę w 30 godzin, ale do czasu, gdy ponownie znajdzie się w tym samym miejscu na nieboskłonie, mija aż 5,28 marsjańskiego dnia. Oba satelity wykazują obrót synchroniczny z obiegiem, podobnie jak Księżyc ziemski, przez co z powierzchni Marsa widoczna jest zawsze ta sama ich strona.
Ponieważ orbita Fobosa jest poniżej orbity synchronicznej, siły pływowe pochodzące od planety stopniowo obniżają jego orbitę, obecnie w tempie 1,8 m na wiek. W ciągu najbliższych 50 milionów lat, po przekroczeniu granicy Roche’a, wszystkie niezwiązane skały oderwą się od jego powierzchni , a księżyc może nawet zostać rozerwany, tworząc pierścień wokół planety, lub zderzyć się z powierzchnią Marsa. Deimos znajduje się znacznie dalej od planety, siły pływowe są na nim niewielkie, ale teoretycznie podobnie jak ziemski Księżyc powoli oddala się on od planety.
Pochodzenie obu księżyców nie jest jasne. Do niedawna uznawano, że ze względu na niskie albedo i skład podobny do chondrytów węglistych, są one podobne do planetoid i zapewne zostały one w przeszłości przechwycone przez grawitację planety. Niestabilna orbita Fobosa wydaje się wskazywać, że przechwycenie nastąpiło stosunkowo niedawno. Oba mają jednak orbity położone bardzo blisko równika, co jest bardzo nietypowe dla przechwyconych obiektów, a dynamika przechwycenia jest trudna do wyjaśnienia. Akrecja we wczesnej historii Marsa to inna wiarygodna możliwość, która jednak nie wyjaśnia, dlaczego ich skład wydaje się przypominać planetoidy, a nie Marsa.
Trzecią możliwością jest udział w ich powstaniu dodatkowego ciała. Nowe dowody obserwacyjne wskazują, że Fobos ma silnie porowate wnętrze i sugerują, że zawiera on głównie krzemiany warstwowe i inne minerały znane z Marsa, wskazując na jego powstanie z materii wyrzuconej przez uderzenie w powierzchnię planety, która później połączyła się w ciało na orbicie. Podobnie, według teorii wielkiego zderzenia, powstał ziemski Księżyc. Podczas gdy widma powierzchni księżyców w świetle widzialnym i bliskiej podczerwieni przypominają widma planetoid, widmo Fobosa w dalszej podczerwieni nie przypomina żadnych chondrytów.

## Planetoidy trojańskie
Podobnie jak Jowisz, Mars ma na swojej orbicie planetoidy krążące z okresem obiegu równym okresowi obiegu planety, czyli tzw. planetoidy trojańskie. Są to: (5261) Eureka – pierwsza odkryta planetoida trojańska Marsa, 1998 VF31, 1999 UJ7 oraz 2007 NS2.

## Obserwacje

Ruch wsteczny Marsa w 2003 roku, obserwowany z Ziemi

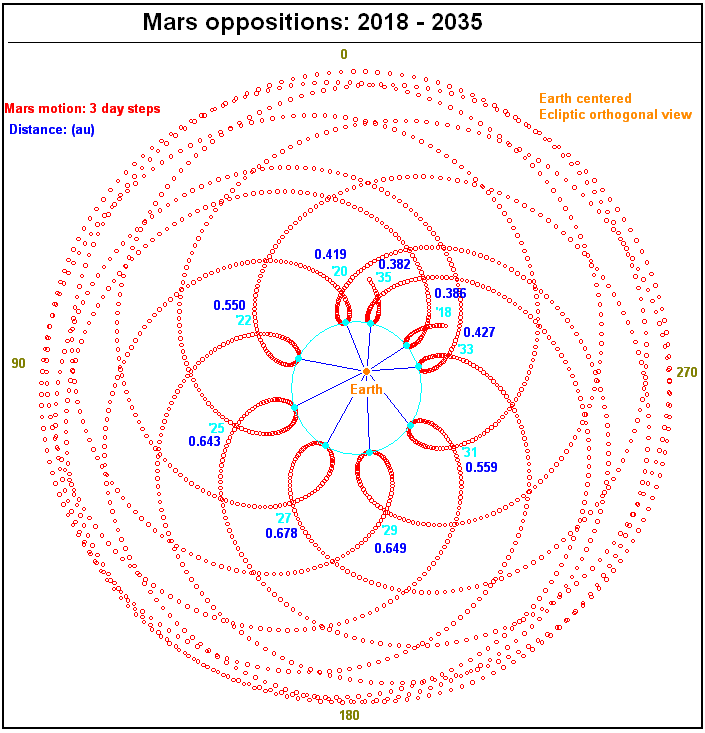
Położenia Marsa co 3 dni w latach 2018–2035, widziane sponad płaszczyzny ekliptyki, w układzie związanym z Ziemią (w środku). Widoczne są opozycje planety.

Obserwowany gołym okiem z Ziemi Mars ma wyraźnie żółty, pomarańczowy lub czerwony kolor, a jego jasność zmienia się w trakcie ruchu po orbicie silniej niż jakiejkolwiek innej planety. Rzeczywisty kolor powierzchni Marsa jest bliższy karmelowego, a widoczne zaczerwienienie nadaje mu pył w atmosferze planety; uwzględniając to, łazik NASA Spirit przekazał zdjęcia krajobrazu w błotnistym, zielono-brązowym kolorze, z niebiesko-szarymi skałami i plamami jasnoczerwonego piasku. Obserwowana wielkość gwiazdowa Marsa zmienia się od +1,8 w pobliżu koniunkcji, do −2,91 w opozycji w peryhelium. W najdalszym od Ziemi położeniu, planeta znajduje się ponad siedem razy dalej od niej, niż w najbliższym. W warunkach najmniej korzystnych dla obserwacji, potrafi ginąć w blasku Słońca przez miesiące. W najbardziej korzystnych warunkach, zdarzających się co 15 lub 17 lat i zawsze pomiędzy późnym lipcem a końcem września, Mars pokazuje bogactwo szczegółów powierzchni w teleskopach. Szczególnie zauważalne, nawet przy małym powiększeniu, są lodowe czapy polarne.
Mars, zbliżając się do opozycji, zaczyna poruszać się pozornie ruchem wstecznym, co oznacza, że zakreśla pętlę na tle gwiazd, cofając się względem swojego zwykłego kierunku ruchu. Ruch wsteczny planety trwa około 72 dni, Mars osiąga maksymalną jasność w połowie tego okresu.

### Największe zbliżenia

#### Względne
Sytuację, w której Mars i Słońce znajdują się dokładnie po przeciwnych stronach Ziemi, nazywamy opozycją. Przypada ona zawsze blisko czasu, gdy odległość między Marsem a Ziemią jest najmniejsza; opozycję od momentu największego zbliżenia może dzielić do 8,5 dnia. Odległość obu ciał przy największym (dla danego cyklu orbitalnego) zbliżeniu zmienia się od około 54 do 103 milionów kilometrów, ze względu na eliptyczność obu orbit, co powoduje podobne zmiany średnicy kątowej Marsa. Kolejne opozycje Marsa występują średnio co 780 dni, czas ten nazywany jest synodycznym okresem obiegu; może on zmieniać się od 769 do 812 dni.

#### Największe zbliżenia w historii
Największe zbliżenie Marsa do Ziemi w czasie ostatnich 60 tys. lat miało miejsce 27 sierpnia 2003 (o godzinie 9:51:13 uniwersalnego czasu koordynowanego), planety zbliżyły się na odległość 55 758 006 km (0,372719 au), a obserwowana wielkość gwiazdowa Marsa sięgnęła −2,88m. Stało się to, gdy Mars był o jeden dzień od opozycji i około trzech dni od przejścia przez peryhelium. Szacuje się, że ostatnie większe zbliżenie Marsa wydarzyło się 12 września 57 617 roku p.n.e., zaś następne zdarzy się już 29 sierpnia 2287 roku. Jednak ta rekordowo mała odległość była tylko nieznacznie mniejsza, niż przy innych niedawnych zbliżeniach. Na przykład minimalna odległość z 22 sierpnia 1924 to 0,37285 au, a minimalna odległość 24 sierpnia 2208 będzie równa 0,37279 au.

### Historyczne obserwacje
Wędrówki Marsa na nocnym niebie zostały zauważone przez starożytnych astronomów egipskich, a przed 1534 rokiem p.n.e. był im znany jego ruch wsteczny. Astronomowie babilońscy w okresie państwa nowobabilońskiego prowadzili regularne zapisy pozycji planet i systematyczne obserwacje ich zachowań. O Marsie wiedzieli, że w czasie 79 lat mieści się jego 37 okresów synodycznych lub 42 obiegi zodiaku przez planetę. Wynaleźli też metody arytmetyczne dokonywania drobnych poprawek do przewidywanych pozycji planet.
W IV wieku p.n.e. Arystoteles stwierdził, że Mars zniknął za Księżycem podczas okultacji, wykazując tym samym, że planeta jest dalej. Ptolemeusz, Grek żyjący w Aleksandrii, próbował rozwiązać problem ruchu orbitalnego planet, w tym Marsa. Teoria geocentryczna Ptolemeusza i jego praca zbiorowa na temat astronomii, przedstawiona w wielotomowym dziele Almagest, stała się niekwestionowanym fundamentem wiedzy astronomicznej na następne czternaście wieków. Literatura starożytnych Chin potwierdza, że Mars był znany chińskim astronomom nie później niż w czwartym wieku p.n.e. W V wieku naszej ery, hinduscy astronomowie w traktacie astronomicznym Surja Siddhanta oszacowali średnicę Marsa. W VIII wieku perski astronom Yaqub ibn Tariq, w pracy Az-Zīj al-Mahlul min as-Sindhind li-Darajat Daraja, próbował oszacować odległość między Ziemią a Marsem.
W XVII wieku, Tycho Brahe zmierzył paralaksę dobową Marsa, a Johannes Kepler użył jej do obliczania orientacyjnej odległości do planety. Gdy teleskop stał się dostępny, ponownie zmierzono dobową paralaksę Marsa, w celu określenia odległości Słońce-Ziemia, po raz pierwszy dokonał tego Giovanni Cassini w 1672. Jednakże te wczesne pomiary były utrudnione przez jakość instrumentów. W 1610 Galileo Galilei po raz pierwszy oglądał Marsa przez teleskop. Holenderski astronom Christiaan Huygens jako pierwszy zaobserwował szczegóły jego powierzchni (Syrtis Major) oraz określił okres obrotu planety.

### Marsjańskie „kanały”

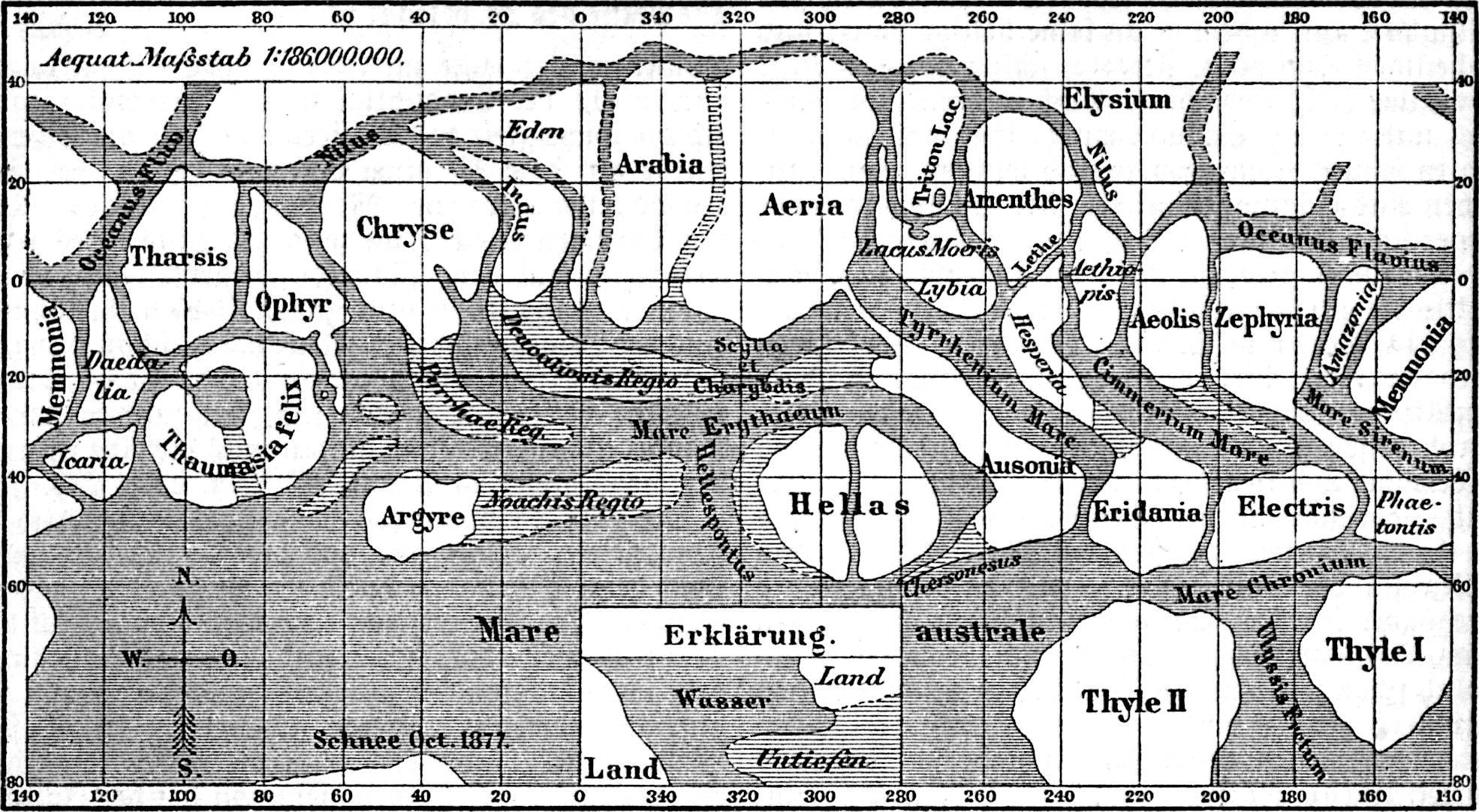
Mapa Marsa wykonana przez Giovanniego Schiaparellego, z encyklopedii wydanej w 1890 roku

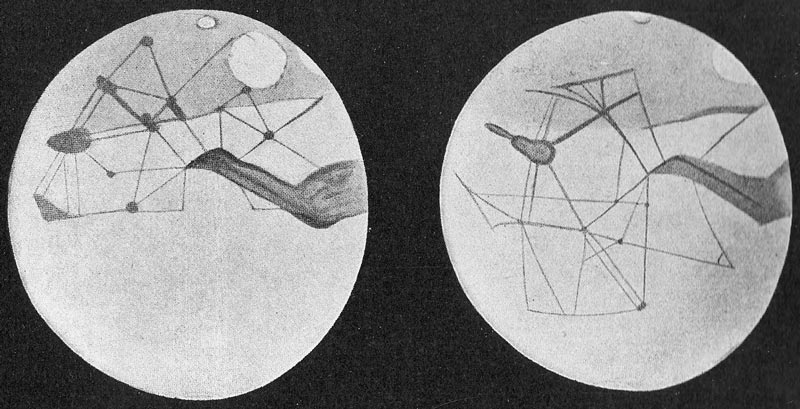
Szkic powierzchni planety, wykonany przez Lowella przed rokiem 1914

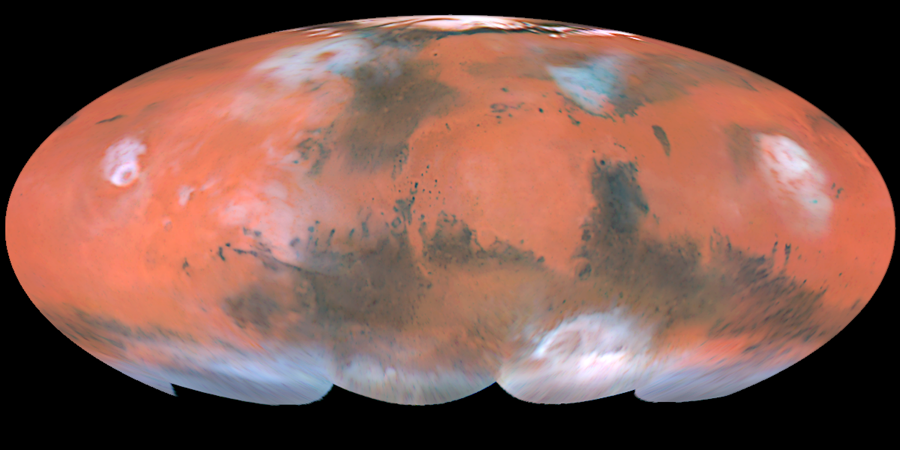
Mapa Marsa stworzona ze zdjęć Kosmicznego Teleskopu Hubble’a wykonanych w pobliżu opozycji w 1999

W XIX wieku rozdzielczość teleskopów osiągnęła poziom wystarczający do identyfikacji cech powierzchni Marsa. 5 września 1877 roku miała miejsce opozycja Marsa będącego w peryhelium, gdy planeta była szczególnie blisko Ziemi. Włoski astronom Giovanni Schiaparelli wykorzystał tę sytuację, aby z pomocą swojego 22 cm teleskopu wykonać pierwszą mapę Marsa. Zaobserwował na tej planecie, jak mu się wydawało, długie proste struktury, które nazwał po włosku canali, a które później okazały się być złudzeniem optycznym. Uznał je za naturalne zjawisko i nadał im nazwy znanych rzek na Ziemi. Włoskie słowo canali, oznaczające „rowy”, zostało przetłumaczone na angielski jako „kanały”; doprowadziło to do wielu spekulacji na temat inteligentnych istot budujących kanały na Marsie, co raczej drażniło Schiaparellego.
Zafascynowany tym odkryciem, orientalista Percival Lowell założył obserwatorium, które miało do dyspozycji teleskopy 300 i 450 mm. Obserwatorium było wykorzystywane do obserwacji Marsa w 1894 roku i przy następnych, mniej korzystnych opozycjach. Opublikował kilka książek o Marsie i życiu na planecie, które miały wielki wpływ na społeczeństwo. Kanały obserwowali również inni astronomowie, tacy jak Henri Perrotin i Louis Thollon w Nicei, używający jednego z największych ówczesnych teleskopów.
Sezonowe zmiany (zmniejszanie się czap polarnych i ciemnych obszarów podczas marsjańskiego lata) w połączeniu z obserwacjami kanałów doprowadziły do licznych spekulacji na temat życia na Marsie, w tym do długo utrzymującego się przekonania, że na planecie istnieją rozległe morza i roślinność. Ówczesne teleskopy nie miały wystarczającej rozdzielczości, by dostarczyć rozstrzygających dowodów, jednak wraz z budową coraz większych i doskonalszych teleskopów obserwowano coraz mniejszą ilość długich prostych linii. W 1909 roku Flammarion, prowadząc obserwacje przez 840 mm teleskop, stwierdził, że dostrzega na Marsie liczne nieregularne wzory, ale żadnych kanałów.

## Wyprawy badawcze

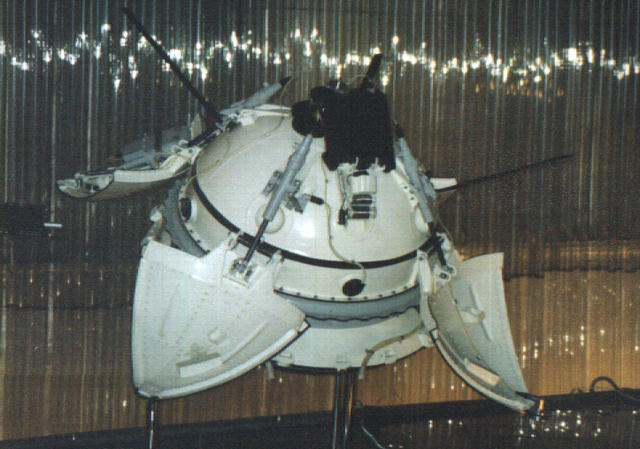
Model lądownika sondy Mars 3

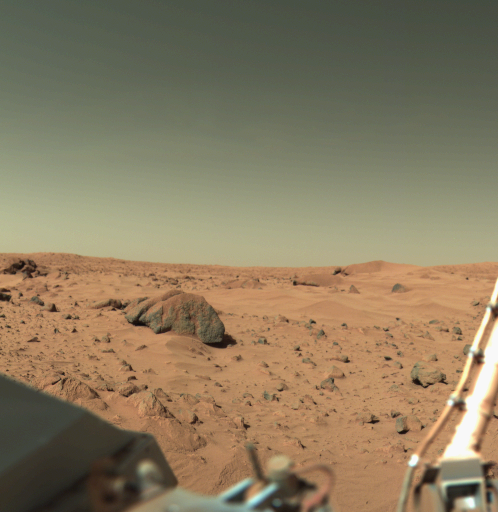
Miejsce lądowania Vikinga 1

Wiele sond kosmicznych, włączając w to orbitery, lądowniki i łaziki, zostało wysłanych w kierunku Marsa przez ZSRR, USA, Europę oraz Japonię, aby zbadać powierzchnię planety, jej klimat oraz strukturę geologiczną. Aktualny koszt wysłania z powierzchni Ziemi na powierzchnię Marsa 1 kg ładunku oscyluje w pobliżu 309 tys. dolarów.
Około połowy wszystkich misji na Marsa nie zostało zakończonych powodzeniem, ulegając awarii przed ukończeniem lub nawet w początkowym etapie lotu. Chociaż wysoki odsetek niepowodzeń wynika z różnych problemów technicznych, liczba drobnych awarii lub przypadków niewyjaśnionej utraty łączności jest tak duża, że w NASA przez wiele lat żartowano o „wielkim galaktycznym upiorze”, który żeruje na statkach kosmicznych lecących na Marsa. Szczególnie złą passę mieli Rosjanie – niemal wszystkie ich sondy zawiodły całkowicie, a pozostałe zebrały bardzo mało danych.

### Zakończone misje

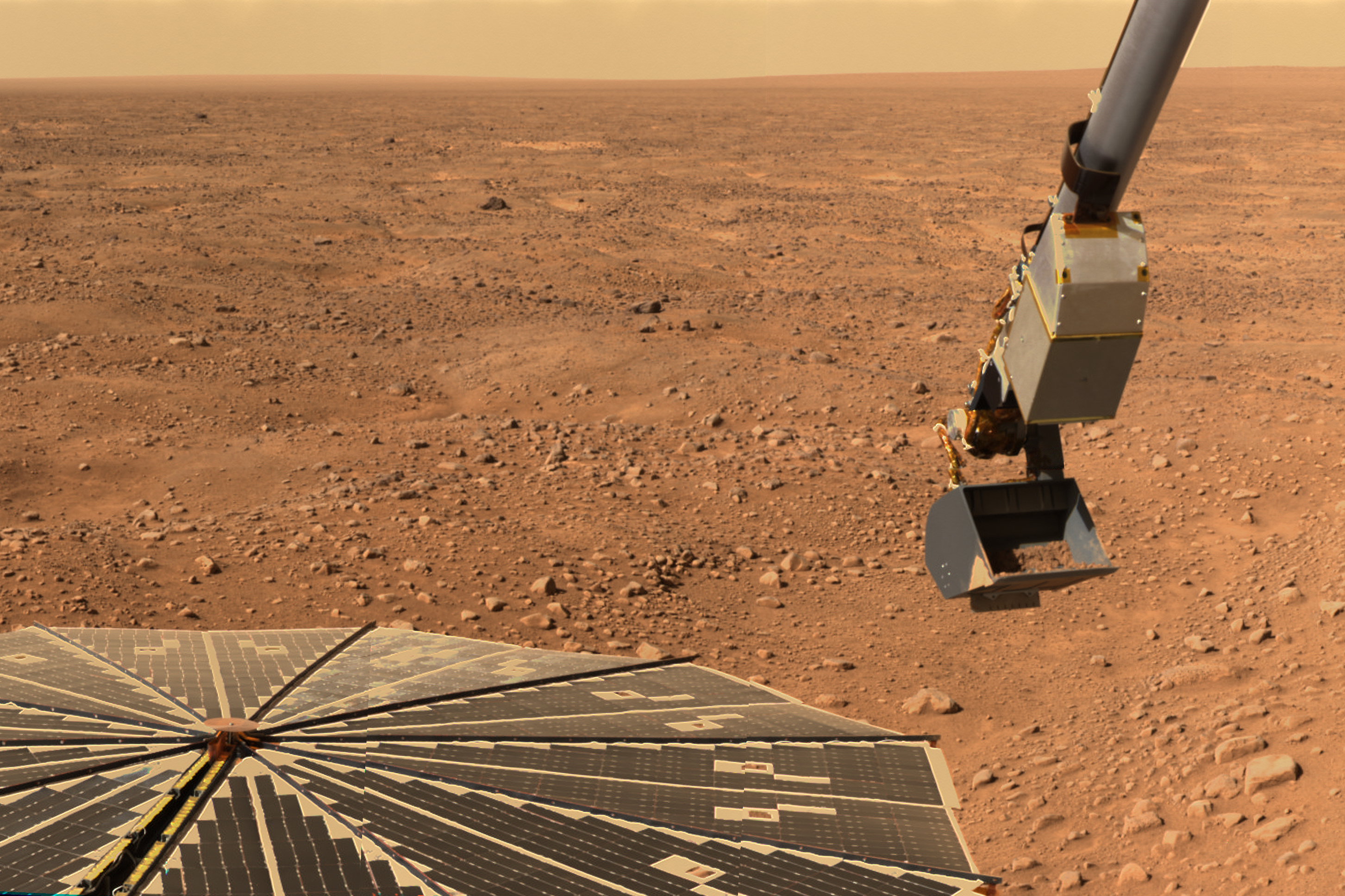
Widok z lądownika Phoenix

Pierwszego udanego przelotu w pobliżu Marsa dokonał w 1965 roku Mariner 4. W dniu 14 listopada 1971 Mariner 9 stał się pierwszą sondą na orbicie innej planety, wchodząc na orbitę wokół Marsa. Pierwszego udanego lądowania na powierzchni dokonała radziecka sonda Mars 3 z programu Mars, wyniesiona w 1971 roku, ale kontakt z nią został utracony w ciągu 20 sekund po lądowaniu. Na Marsie rozbiły się radzieckie lądowniki Mars 2 i Mars 6. W 1975 NASA wysłała sondy programu Viking: dwa orbitery wyposażone w lądowniki, które pomyślnie wylądowały na planecie w 1976 roku. Viking 1 pozostał operacyjny przez sześć lat, Viking 2 przez trzy. Lądowniki Viking przekazały kolorowe panoramy powierzchni Marsa i wykonały eksperymenty biologiczne, których celem było poszukiwanie śladów życia na planecie, a orbitery wykonały mapy powierzchni na tyle szczegółowe, że nadal pozostają w użyciu.
Sondy radzieckiego programu Fobos zostały wysłane na Marsa w 1988 roku, w celu badania planety i jej księżyców. Kontakt z Fobosem 1 został stracony w drodze na Marsa, natomiast Fobos 2 z powodzeniem fotografował Marsa i Fobosa, ale uległ uszkodzeniu zanim odłączono dwa lądowniki, które miały wylądować na powierzchni tego księżyca.
Po zakończonej niepowodzeniem misji orbitera Mars Observer wystrzelonego w 1992 roku, NASA wysłała w 1996 roku sondę Mars Global Surveyor. Ta misja zakończyła się pełnym sukcesem, kończąc swoją podstawową misję mapowania powierzchni planety na początku 2001 roku. Kontakt z sondą został utracony w listopadzie 2006 roku, podczas trzeciego programu rozszerzonego, po dokładnie 10 latach w przestrzeni kosmicznej. Wyniesiony w tym samym oknie startowym, miesiąc po Surveyor, lądownik Mars Pathfinder z łazikiem Sojourner wylądował w dolinie Ares Vallis na Marsie latem 1997 roku. Także ta misja była sukcesem i wzbudziła duże zainteresowanie, po części ze względu na znaczną liczbę zdjęć, które zostały przesłane na Ziemię.

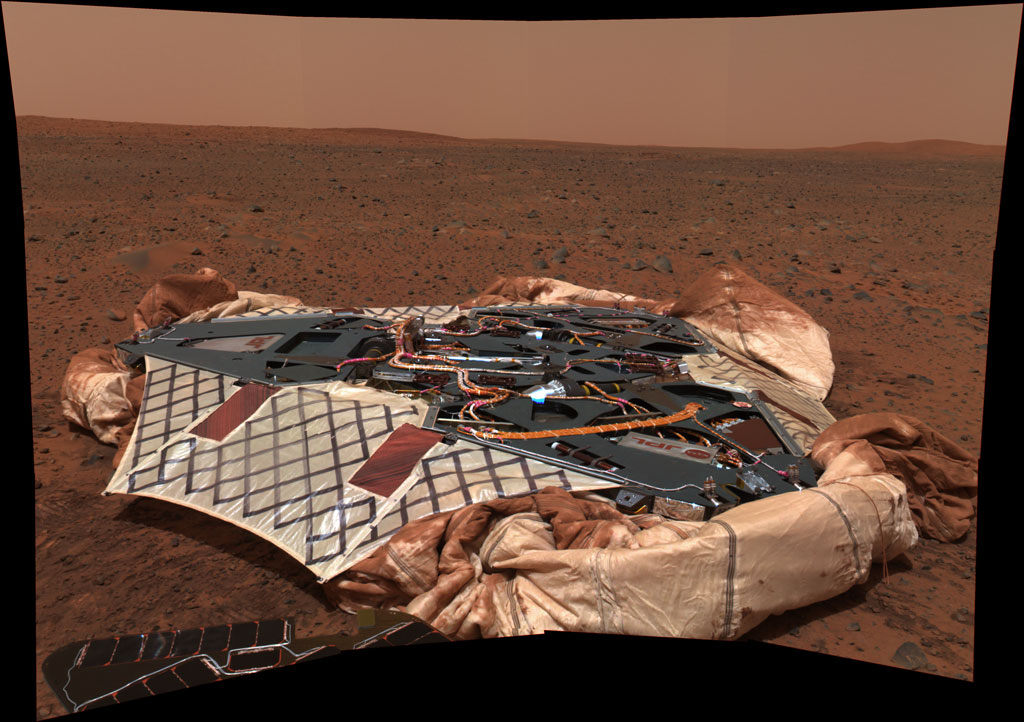
Platforma lądownika łazika Spirit

W 2003 roku NASA rozpoczęła program Mars Exploration Rover, składający się z dwóch łazików o nazwach Spirit (MER-A) i Opportunity (MER-B). Obydwie sondy pomyślnie wylądowały w styczniu 2004 roku i osiągnęły lub przekroczyły wszystkie podstawowe cele misji. Do najważniejszych wyników naukowych należy znalezienie dowodów, że woda istniała na powierzchni Marsa w przeszłości i to w obydwu miejscach lądowań. Wiry marsjańskiego pyłu i wiatr sporadycznie oczyszczały panele słoneczne obu łazików, tym samym zwiększając ich żywotność. Łazik Spirit utracił mobilność w 2009 roku, a w marcu 2010 ostatecznie stracono z nim kontakt. Opportunity, po przebadaniu odsłonięć warstw geologicznych w mniejszych kraterach, dotarł w sierpniu 2011 roku do dużego krateru Endeavour, gdzie prowadził dalsze badania. Ostatni kontakt nawiązano w czerwcu 2018 roku, tuż przed rozpoczęciem szczególnie silnej burzy pyłowej. Misję uznano za zakończoną w lutym 2019 roku.
Kolejną sondą NASA, która wylądowała na Marsie, był lądownik Phoenix, który dotarł w okolice północnej czapy polarnej planety 25 maja 2008 roku. Lądownik miał ramię o długości 2,5 m, zdolne wkopać się na metr w marsjański grunt, oraz mikroskopową kamerę o rozdzielczości jednej tysięcznej grubości ludzkiego włosa. 15 czerwca 2008 roku kamery lądownika przekazały obraz jasnej substancji w miejscu lądowania, którą zidentyfikowano jako lód wodny; uległ on sublimacji przed 20 czerwca. Misja została uznana za zakończoną 10 listopada 2008 roku, gdyż inżynierowie nie byli już w stanie skontaktować się z lądownikiem.
W 2018 roku na Marsa wysłano misję InSight, która od 26 listopada 2018 roku prowadziła badania geofizyczne planety, między innymi mierząc jej aktywność sejsmiczną. W grudniu 2022 sonda przestała odpowiadać, NASA ogłosiła misję za zakończoną.

### Trwające misje
W 2001 roku misję rozpoczął orbiter NASA 2001 Mars Odyssey, który nadal (stan z lutego 2021) pozostaje czynny na orbicie Marsa. Wchodzący w skład wyposażenia sondy spektrometr promieniowania gamma wykrył znaczne ilości wodoru w górnej warstwie regolitu na Marsie. Uważa się, że wodór ten jest związany w postaci cząsteczek wody, tworzących wieloletnią zmarzlinę.
W 2003 roku Europejska Agencja Kosmiczna (ESA) rozpoczęła misję Mars Express, składającą się z orbitera Mars Express i lądownika Beagle 2. Misja Beagle 2 nie powiodła się. Podczas opadania stracono kontakt z lądownikiem i został on uznany za utracony. Na początku 2004 roku zespół odpowiedzialny za urządzenie PFS (Planetary Fourier Spectrometer) na pokładzie orbitera ogłosił, że wykryto metan w marsjańskiej atmosferze. W czerwcu 2006 roku ESA doniosła także o odkryciu lokalnych zorzy na Marsie (związanych z lokalnymi anomaliami magnetycznymi).
Wysłana w 2005 roku sonda NASA Mars Reconnaissance Orbiter, na orbitę planety dotarła 10 marca 2006 roku. Orbiter tworzy mapy terenu i pogody Marsa, aby znaleźć odpowiednie miejsca lądowania dla przyszłych lądowników. Układ transmisji danych z sondy na Ziemię został znacznie ulepszony, przez co ma on większą przepustowość niż wszystkie poprzednie misje razem wzięte. MRO przesłał m.in. pierwsze zdjęcia lawin, schodzących ze zboczy w pobliżu bieguna północnego planety czy dowody na obecność słonej wody na Marsie.
26 listopada 2011 r. rozpoczęła się misja Mars Science Laboratory z łazikiem Curiosity, który jest większy, szybszy (do 90 m/h) i wyposażony w doskonalsze przyrządy niż Mars Exploration Rovers. Eksperymenty chemiczne uwzględniają chromatograf, spektrometr gazowy i laser, które mogą analizować skład skał w odległości do 13 m. Lądowanie łazika na powierzchni planety nastąpiło 6 sierpnia 2012 roku.
We wrześniu 2014 roku na orbity wokół planety weszły dwie sondy: amerykańska MAVEN, która ma prowadzić badania atmosfery planety i indyjska sonda Mars Orbiter Mission.
W marcu 2016 roku rozpoczęła się misja ExoMars 2016, przygotowana przez ESA we współpracy z Roskosmosem. Składała się z orbitera poszukującego gazów śladowych w atmosferze planety, w tym metanu, oraz z niewielkiego lądownika stacjonarnego. Sonda dotarła w pobliże Czerwonej Planety w październiku 2016 roku gdzie nastąpiło oddzielenie lądownika od sondy. Lądownik Schiaparelli nie zdołał wylądować na planecie, rozbił się 19 października. Na 2022 rok planowany jest start drugiej misji programu ExoMars. W jej ramach zostanie wysłany łazik Rosalind Franklin, który będzie mógł wykonywać wiercenia do głębokości 2 m w poszukiwaniu związków organicznych.
W oknie startowym w lipcu 2020 roku w stronę Marsa została wysłana emiracka misja Al Amal (Hope), chińska misja Tianwen-1 i amerykańska misja Mars 2020. Sonda Al Amal weszła na orbitę 9 lutego 2021 roku, a Tianwen-1 dzień później. W maju 2021 od orbitera Tianwen-1 odłączył się lądownik z łazikiem Zhurong, który wylądował na powierzchni planety.

### Przyszłe misje
Załogowa wyprawa na Marsa została określona przez Stany Zjednoczone jako główny długoterminowy cel programu Wizji Eksploracji Kosmosu, który ogłosił w 2004 roku ówczesny prezydent USA George W. Bush. NASA i Lockheed Martin rozpoczęły prace nad statkiem kosmicznym Orion (wcześniej Crew Exploration Vehicle), który miał umożliwić ponowne lądowanie na Księżycu do 2020 roku, jako krok w kierunku ekspedycji na Marsa. W 2007 roku administrator NASA Michael D. Griffin stwierdził, że agencja zamierza sprowadzić człowieka na Marsa przed 2037. Ze względu na cięcia budżetowe powrót na Księżyc został wykreślony z najbliższych planów NASA, ale lot na Marsa w latach 30. XXI wieku nadal jest w planach.
ESA ma nadzieję, że lądowanie człowieka na Marsie nastąpi między 2030 a 2035. Poprzedzą ją kolejno coraz większe sondy, począwszy od ExoMars i wspólnej misji NASA/ESA Mars Sample Return, której data realizacji, ze względu na koszty, pozostaje nieustalona.
Mars Direct jest propozycją stosunkowo taniej misji załogowej na Marsa, zaproponowanej przez założyciela Mars Society Roberta Zubrina. Do wyniesienia w przestrzeń kosmiczną dużych mas wykorzystane miałyby być przyszłe rakiety klasy Saturn V, aby pominąć budowę statku na orbicie okołoziemskiej. Pewien wariant projektu zakłada, że astronauci nie będą natychmiast wracali na Ziemię, jeśli w ogóle mieliby kiedykolwiek powrócić.
Prywatna firma SpaceX ma plany wysłania ludzi na Marsa aktualnie budowaną rakietą o nazwie Starship.

### Astronomia na Marsie

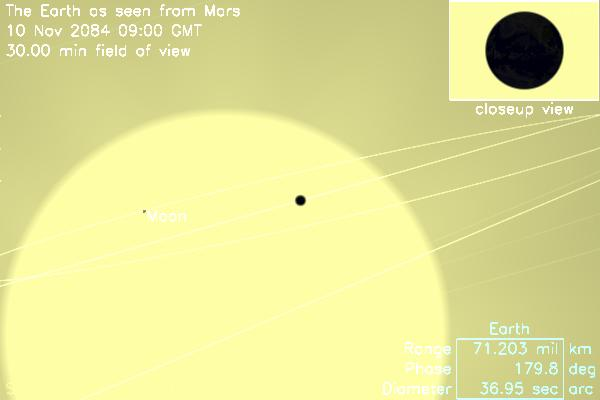
Symulacja tranzytu Ziemi i Księżyca w 2084 roku, widzianego z Marsa

Dzięki orbiterom, lądownikom i łazikom, jest obecnie możliwa obserwacja zjawisk astronomicznych z Marsa. Podczas gdy Fobos widziany z równika Marsa ma jedną trzecią średnicy kątowej Księżyca widzianego z Ziemi, Deimos oglądany gołym okiem wyglądałby bardziej na gwiazdę niż na księżyc (3′ średnicy kątowej) i byłby nieco jaśniejszy niż Wenus widziana z Ziemi.
Różne zjawiska znane z Ziemi są obecnie obserwowane na Marsie, na przykład meteory i zorze. Z Marsa można obserwować przejście Merkurego na tle tarczy Słońca (tranzyt Merkurego), tranzyt Wenus, a także tranzyty Ziemi, z których najbliższy wystąpi 10 listopada 2084. Księżyc Fobos ma na tyle małą średnicę kątową, że może powodować tylko częściowe zaćmienie Słońca; w przypadku Deimosa stopień przesłonięcia tarczy słonecznej jest znikomy, dlatego mówi się o tranzycie Deimosa, a nie o zaćmieniu.

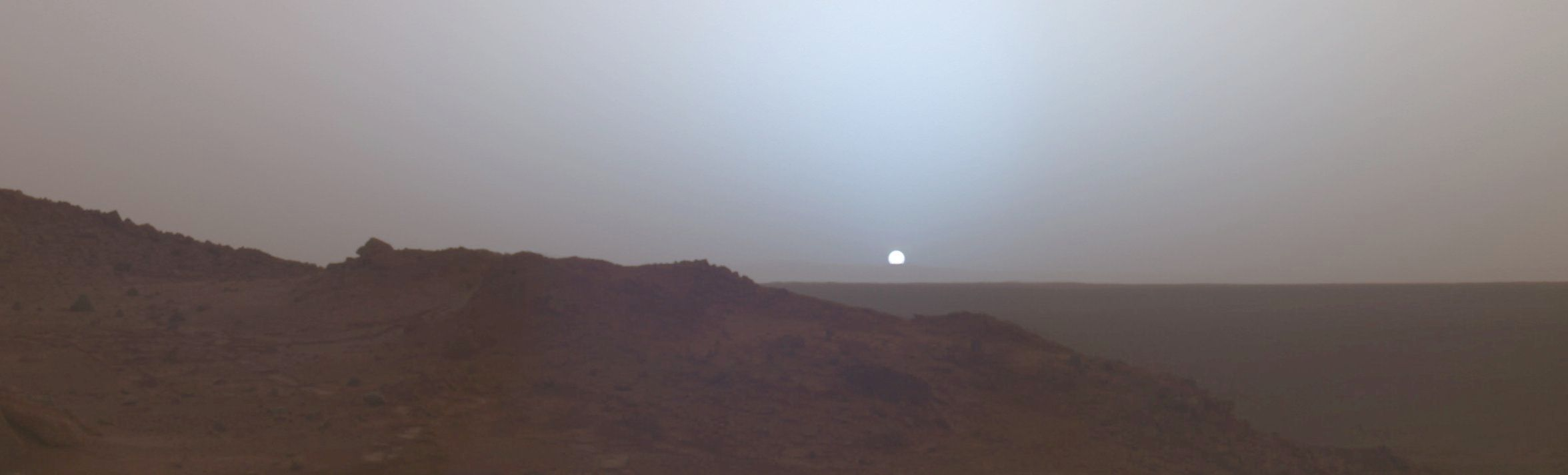
Zachód Słońca na Marsie uwieczniony przez łazik Spirit z krateru Gusiewa, 19 maja 2005 roku

## Życie

### Poszukiwania istot inteligentnych

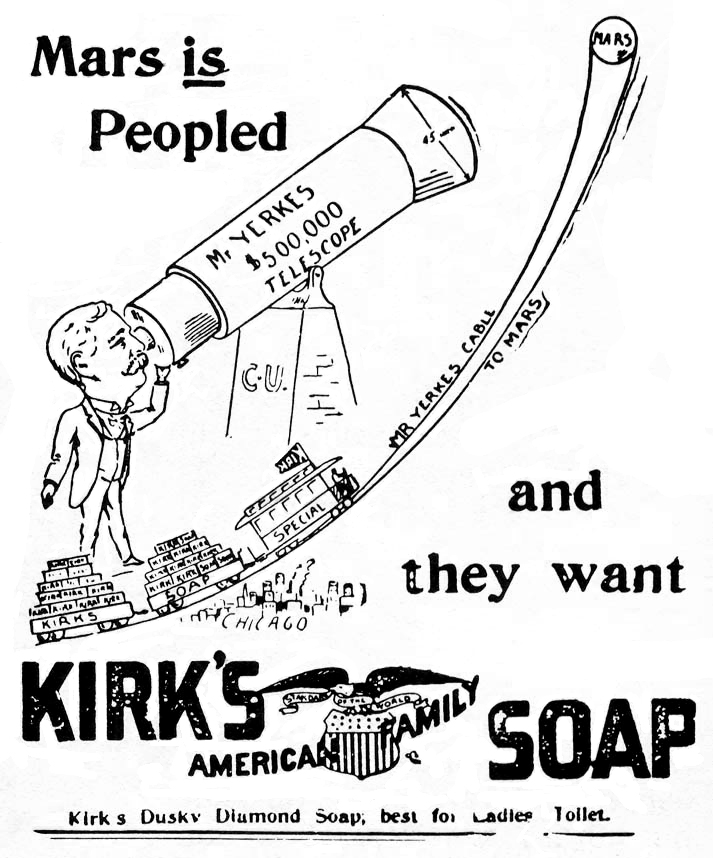
Reklama mydła z 1893, wykorzystująca popularne przekonanie, że Mars jest zamieszkany

Pogląd, że Mars zamieszkany jest przez inteligentnych Marsjan był szczególnie popularny pod koniec XIX wieku. Obserwacje Giovanniego Schiaparelliego i książki Percivala Lowella doprowadziły do powstania obrazu Marsa jako wysychającej, ochładzającej się planety, na której starożytna cywilizacja stworzyła wielkie kanały nawadniające.
Wiele innych obserwacji i oświadczeń znanych osobistości złożyło się na zjawisko kulturalne, zwane „marsjańską gorączką” (Mars Fever). W 1899 roku, podczas badania szumu radiowego atmosfery, wykorzystując swoje odbiorniki w laboratorium Colorado Springs, wynalazca Nikola Tesla obserwował powtarzające się sygnały, które następnie uznał za komunikaty radiowe z innej planety, przypuszczalnie z Marsa. W 1901 Tesla w wywiadzie powiedział:

Dopiero jakiś czas później w moim umyśle błysnęła myśl, że obserwowane zaburzenia mogą być spowodowane przez inteligentne działanie. Pomimo że nie mogłem odczytać ich sensu, było dla mnie niemożliwym, aby myśleć o nich jako o czymś zupełnie przypadkowym. Ciągle rośnie we mnie uczucie, że byłem pierwszym, który usłyszał pozdrowienie z innej planety.

Teorie Tesli zyskały poparcie Lorda Kelvina, który podczas wizyty w Stanach Zjednoczonych w 1902 roku miał powiedzieć, iż myśli, że Tesla wychwycił sygnały wysyłane z Marsa do Stanów Zjednoczonych. Jednak Kelvin stanowczo zaprzeczył tym doniesieniom niedługo przed wyjazdem z Ameryki: Co naprawdę powiedziałem, to że mieszkańcy Marsa, jeśli istnieją, byliby niewątpliwie w stanie zobaczyć Nowy Jork, w szczególności w blasku energii elektrycznej.
W 1901 roku w artykule The New York Timesa dyrektor Harvard College Observatory, Edward Charles Pickering, powiedział, że otrzymał telegram od Lowell Observatory w Arizonie, który zdawał się potwierdzać, że Mars próbował komunikować się z Ziemią:

Na początku grudnia 1900 roku otrzymaliśmy z Lowell Observatory w Arizonie telegram, że zaobserwowano wiązkę światła z kierunku Marsa (obserwatorium Lowella specjalizowało się w obserwacjach Marsa), która trwała siedemdziesiąt minut. Przekazałem tę informację do Europy oraz rozesłałem neostylowe kopie na cały kraj. Tamtejszy obserwator jest ostrożnym i pewnym człowiekiem i nie ma powodu, by wątpić, że to światło istniało. Zostało podane, że pochodził ze znanego punktu geograficznego na Marsie. To wszystko. Teraz historia poszła na cały świat. W Europie twierdzą, że byłem w kontakcie z Marsem, powstają na tym tle wszelkiego rodzaju wyolbrzymienia. Czymkolwiek było to światło, nie mamy możliwości poznania. Czy to była inteligencja, czy nie, nikt tego nie może potwierdzić. To jest absolutnie niewytłumaczalne.

Pickering zaproponował później utworzenie zestawu luster w Teksasie z zamiarem komunikacji z Marsjanami.
Jeszcze w latach sześćdziesiątych XX wieku publikowano artykuły o biologii Marsa, odrzucające inne wyjaśnienia sezonowych zmian na planecie. Publikacje zawierały nawet szczegółowe scenariusze metabolizmu i cykli chemicznych funkcjonowania ekosystemu.
Dopiero po 1960 roku sondy NASA, wysłane na planetę w programie Mariner, rozwiały te mity na temat Marsa. Badania z lat 70. XX w. prowadzone przez lądownik programu Viking nie wykryły żadnych śladów życia, a przedstawiły powierzchnię planety jako surową i niegościnną dla życia.
Przy użyciu danych z tych misji sporządzono mapy Marsa, lecz dopiero sonda Mars Global Surveyor, wystrzelona w 1996 i pracująca do końca 2006 roku, sporządziła kompletne i niezwykle szczegółowe mapy topografii, pola magnetycznego i składników mineralnych powierzchni Marsa, wykazując całkowity brak śladów zamieszkania Marsa przez inteligentne istoty. Mapy te są obecnie dostępne w Internecie, na przykład w serwisie Google Mars.
Pseudonaukowe spekulacje na temat inteligentnego życia na Marsie trwają jednak do dziś. Niektóre oparte są na drobnych elementach postrzeganych w skali obrazów kosmicznych, takich jak „piramidy” i „Marsjańska Twarz”. Astronom Carl Sagan stwierdził:

Mars stał się swego rodzaju mityczną areną, na której ścierają się nasze ziemskie nadzieje i obawy.

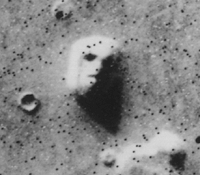
Marsjańska Twarz – formacja geologiczna w rejonie Cydonii, sfotografowana w 1976 roku przez sondę Viking

### Współczesne poglądy
Według obecnej wiedzy do powstania i utrzymania się życia niezbędne jest występowanie ciekłej wody na powierzchni planety. Wymaganie to określa strefę, zwaną ekosferą, w jakiej musi krążyć ona wokół gwiazdy; dla Słońca obszar ten rozciąga się obecnie na zewnątrz orbity Wenus, do odległości bliskiej długości półosi wielkiej orbity Marsa. W pobliżu peryhelium Mars znajduje się wewnątrz tego regionu, ale niskie ciśnienie atmosferyczne uniemożliwia istnienie ciekłej wody na większości obszarów – lód nie topnieje, ale sublimuje do postaci pary wodnej z pominięciem cieczy. Występowanie zbiorników wodnych i dużych przepływów wskazuje, że w przeszłości na planecie panowały lepsze warunki do rozwoju życia niż obecnie, ale to nie rozstrzyga, czy żywe organizmy w ogóle na niej istniały. Najnowsze badania sugerują, że wody na powierzchni Marsa mogły być zbyt słone i kwaśne, by mogło się w nich rozwinąć życie podobne do ziemskiego.
Brak magnetosfery i bardzo cienka atmosfera Marsa stanowią duże wyzwania dla życia: transport ciepła na powierzchni jest niewielki, ochrona przed bombardowaniem meteorytami i wiatrem słonecznym jest słaba, a ciśnienie atmosferyczne nie wystarcza do utrzymania wody w stanie ciekłym. Prócz tego Mars jest prawie, a być może całkowicie nieaktywny geologicznie; koniec aktywności wulkanicznej sprawił, że nie ma obiegu substancji mineralnych pomiędzy powierzchnią i wnętrzem planety, jaki zachodzi na Ziemi.
Sondy Viking w połowie lat 70. prowadziły eksperymenty mające na celu wykrycie drobnoustrojów w marsjańskiej glebie w miejscach lądowania; wyniki zostały początkowo uznane za słabo pozytywne. Stwierdzono m.in. czasowy wzrost zawartości CO
2 w próbce wystawionej na działanie wody i substancji odżywczych. Jednak wniosek ten był później kwestionowany przez wielu naukowców, prowadząc do długiej debaty; pracujący dla NASA Gilbert Levin stwierdził, że Viking mógł znaleźć życie. Ponowne analizy obecnie 30-letnich danych z Vikinga, w świetle współczesnej wiedzy o ekstremofilnych formach życia, sugerują, że testy Vikinga nie były wystarczająco zaawansowane, aby wykryć takie formy życia. Badania mogły nawet zabić hipotetyczne organizmy. Testy przeprowadzone przez lądownik Phoenix wykazały, że grunt jest bardzo alkaliczny (ma wysokie pH) i zawiera związki magnezu, sodu, potasu i chloru. Zawartość składników odżywczych w regolicie może być wystarczająca do utrzymania życia, ale musi być ono chronione przed intensywnym promieniowaniem ultrafioletowym.
W 1996 roku w Centrum Lotów Kosmicznych imienia Lyndona B. Johnsona, w pochodzącym z Marsa meteorycie ALH 84001 zostały znalezione nietypowe mikroskopijne struktury. Niektórzy naukowcy sugerowali, że kształty te mogą być zachowanymi skamieniałościami bakterii żyjących niegdyś na Marsie, które wraz ze skałą zostały wyrzucone w przestrzeń kosmiczną, a po 15 milionach lat podróży dotarły na Ziemię. Wątpliwości budził od początku rozmiar tych struktur, mniejszych od wszystkich ziemskich bakterii. Wykazano także, że podobne twory mogą powstać w procesie nieorganicznym, bez udziału istot żywych.
Małe ilości metanu i formaldehydu niedawno wykryte przez orbitery Marsa mogą wskazywać na istnienie życia, ponieważ związki te szybko rozkładają się w atmosferze Marsa i muszą być na bieżąco uzupełniane. Ale możliwe jest, że związki te są uwalniane przez procesy wulkaniczne lub geologiczne, takie jak serpentynizacja.
W 2013 roku łazik Curiosity odnalazł na powierzchni Marsa nadchlorany – substancje niszczące organiczne związki węgla. Oznacza to że ewentualne marsjańskie organizmy muszą żyć głębiej pod powierzchnią.
Profesor Martin Bizzarro z Uniwersytetu Kopenhaskiego w Danii wraz ze współpracownikami przeanalizował stężenie rzadkiego izotopu chromu, znanego jako chrom-54, w próbkach meteorytów, które przybyły na Ziemię z Marsa, aby oszacować, ile wody osadziło się na Czerwonej Planecie przez asteroidy. Duńscy planetolodzy uważają, że 4,5 mld lat temu Marsa pokrywał ocean o głębokości od 300 m do 1 km. Sugerują też, że na tej planecie warunki wspierające życie mogły istnieć dużo wcześniej, niż na Ziemi. Mars jest znany jako Czerwona Planeta, ale kiedyś mógł być niebieski z powodu pokrywającej go wody – twierdzą eksperci z Uniwersytetu w Kopenhadze.

## Mars w kulturze
Nazwa Mars pochodzi od rzymskiego boga wojny. W różnych kulturach, Mars reprezentuje męskość i młodość. Jego symbol, koło ze strzałką skierowaną w prawo i do góry, stosowany jest także jako symbol płci męskiej.
W dawnych Chinach Marsowi zgodnie z teorią pięciu elementów przypisywano żywioł ognia, południową część świata i kolor czerwony. Jego pojawienie się na niebie uznawano za zły znak, zapowiadający wojnę.
Nazwę Mars nosi baton czekoladowy produkowany przez Mars Incorporated.
Mars jest marką papierosów produkowaną przez firmę Mars Incorporated.
Mars odnosi się do typów pistoletów Bergmann i Webley.
Nazwę Mars noszą francuskie miejscowości w regionie Langwedocja-Roussillon, Rodan-Alpach i Limousin.

### W literaturze, filmie i muzyce

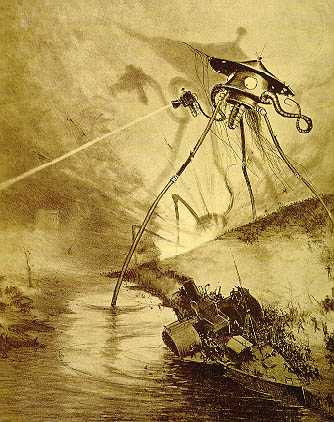
Ilustracja maszyny bojowej Marsjan z francuskiego wydania Wojny światów H.G. Wellsa z 1906 roku

Jonathan Swift w 19 rozdziale swojej powieści Podróże Guliwera opisał księżyce Marsa, około 150 lat przed ich faktycznym odkryciem przez Asapha Halla, opis dość trafnie opisywał ich orbity. Wyobrażenie, że planeta ma dwa księżyce jest jednak jeszcze starsze i pochodzi od Keplera, który w 1610 roku mylnie odczytał anagram Galileusza i uznał, że ów astronom odkrył satelity Marsa.
Wyobraźnię twórców stymulowała intensywna czerwień powierzchni Marsa oraz dziewiętnastowieczne naukowe spekulacje, że warunki na powierzchni nie tylko mogą podtrzymywać życie, ale życie inteligentne. Przypuszczenia te dały początek scenariuszom science fiction, wśród nich opublikowanej w 1898 roku przez H.G. Wellsa powieści Wojna światów, w których Marsjanie szukając ucieczki z umierającej planety, dokonują inwazji na Ziemię. Stworzona przez Orsona Wellesa adaptacja radiowa Wojny światów, została zaprezentowana 30 października 1938 roku w stacji CBS jako relacja na żywo, stając się przyczyną paniki wśród mieszkańców New Jersey, kiedy wielu słuchaczy wzięło ją za prawdę.
Inne znane dzieła, w których znaczącą rolę odgrywał Mars i Marsjanie to m.in.: zbiór Kroniki marsjańskie Raya Bradbury, w którym ludzcy odkrywcy przypadkowo niszczą cywilizację Marsa, cykl Barsoom Edgara Rice’a Burroughsa, książka Z milczącej planety C.S. Lewisa i szereg książek Roberta Heinleina, pisanych do połowy lat sześćdziesiątych.
Arthur C. Clarke swoją pierwszą powieść Piaski Marsa (1951) poświęcił jego zasiedlaniu przez ludzi. Wydarzenia opisane w trylogii Kima Stanleya Robinsona: Czerwony Mars (1992), Zielony Mars (1994) i Błękitny Mars (1996) oparte są na wizji kolonizacji i przystosowywania tej planety do ludzkich potrzeb. Autor koncentrował się jednak nie na aspektach technicznych przedsięwzięcia, lecz na wizji budowy nowego społeczeństwa ludzi – Marsjan. Również znany amerykański pisarz Ben Bova, poruszył tematykę eksploracji Marsa w trylogii Mars (1992), Powrót na Marsa (1999) i Życie na Marsie (2008), zawartej w cyklu Droga przez Układ Słoneczny.
Motyw marsjańskiej kolonii, walczącej o niezależność od Ziemi, jest elementem fabuły powieści Grega Beara i Kima Stanleya Robinsona, a także w filmie Pamięć absolutna na podstawie opowiadania Philipa K. Dicka i w serialu telewizyjnym „Babilon 5”. Niektóre gry wideo również korzystają z tego elementu, w tym Red Faction. Mars (i jego księżyce), były również miejscem akcji popularnych gier serii Doom i Martian Gothic.
Pierwszym polskim pisarzem, który poruszył temat Marsa był Stanisław Lem. W swojej pierwszej powieści Człowiek z Marsa (1947) przedstawił jakby własną wizję wojny światów. Już w tej powieści pojawił się przewodni motyw niemożności porozumienia pomiędzy przedstawicielami odmiennych cywilizacji. W opowiadaniu Ananke (1971) temat kanałów marsjańskich, badań i kolonizacji Marsa jest jednym z ważnych motywów, natomiast sama planeta została nazwana świnią.
Kolejnym polskim pisarzem, który poruszył tematykę kolonizacji Marsa i kształtowania się tamtejszego społeczeństwa był Rafał Kosik. W swojej powieści Mars (2003) przedstawił wizję zdegenerowanej marsjańskiej cywilizacji, chylącej się ku upadkowi oraz katastrofy ekologicznej, do której doprowadziło nieumiejętne przeprowadzenie terraformacji.
Po tym, jak sondy kosmiczne Mariner i Viking przysłały zdjęcia ukazujące rzeczywiste oblicze Marsa, martwego i pozbawionego kanałów, te wyobrażenia Marsa zostały zarzucone na rzecz realistycznych wyobrażeń przyszłej kolonizacji Marsa przez ludzkość, z których do najbardziej znanych należy trylogia marsjańska (Czerwony Mars, Zielony Mars i Błękitny Mars) Kima Robinsona. Jednak pseudonaukowe spekulacje na temat Twarzy na Marsie i innych tajemniczych obiektów zauważonych przez sondy kosmiczne powodują, że życie na Marsie to nadal popularny motyw w twórczości science fiction, zwłaszcza w filmie.
Komiksowa postać inteligentnego Marsjanina Marvina pojawiła się w telewizji w 1948 roku w animowanej serii Zwariowane melodie i nadal jest obecna w kulturze masowej.
Kazik Staszewski na płycie Melassa nagrał piosenkę o inwazji Marsjan na Polskę pod tytułem Mars Napada. Brytyjska grupa rockowa Muse skomponowała piosenkę pod tytułem Knights of Cydonia nawiązującą do Cydonii – obszaru znanego z Marsjańskiej Twarzy.

#### Filmy o Marsie
Do tematyki związanej z Marsem (a także Marsjanami) odnosi się wiele filmów – oto niektóre z nich:
- Wojna światów (War of the Worlds), 1953, reżyseria Byron Haskin
- Najeźdźcy z Marsa (Invaders from Mars), 1953, reżyseria William Cameron Menzies
- Robinson Crusoe na Marsie (Robinson Crusoe on Mars), 1964, reżyseria Byron Haskin
- Mars potrzebuje kobiet (Mars Needs Women), 1967, reżyseria Larry Buchanan
- Marsjanie wracajcie do domu (Martians Go Home), 1990, reżyseria Fredric Brown
- Pamięć absolutna (Total Recall), 1990, reżyseria Paul Verhoeven
- Marsjanie atakują! (Mars Attacks!), 1996, reżyseria Tim Burton
- Rakietą w kosmos! (RocketMan!), 1997, reżyseria Stuart Gillard
- Mój przyjaciel Marsjanin (My Favorite Martian), 1999, reżyseria Donald Petrie
- Misja na Marsa (Mission to Mars), 2000, reżyseria Brian De Palma
- Czerwona Planeta (Red Planet), 2000, reżyseria Antony Hoffman
- Doom, 2005, reżyseria Andrzej Bartkowiak
- Matki w mackach Marsa (Mother of the tentacles Mars), 2011, animacja komputerowa
- John Carter, 2012, reżyseria Andrew Stanton
- Ostatnie dni na Marsie (The Last Days on Mars), 2013, reżyseria Ruairí Robinson
- Marsjanin (The Martian), 2015, reżyseria Ridley Scott

#### Gry komputerowe
- Doom – seria strzelanek pierwszoosobowych, których fabuła rozgrywa się w bazie naukowo-wojskowej na księżycu Marsa – Fobosie.
- Red Faction – cała historia odbywa się na Marsie.
- UFO: Afterlight – Bitwa o Marsa – trzecia część serii „UFO”.
- Earth 2160 – na Marsie ma miejsce tylko część gry.
- Mass Effect – Mars jest wspominany, jako miejsce odkrycia przez ludzi w 2148 ruin należących do starożytnej cywilizacji – protean. W trzeciej odsłonie serii rozgrywa się tam jedna misja.
- Destiny – strzelanka pierwszoosobowa. Mars jest jedną z planet, na której dzieje się akcja gry.
- Surviving Mars(inne języki) – strategia ekonomiczna typu city builder, pozwalająca na zaprojektowanie i zarządzanie kolonią na Marsie.
- Warframe(inne języki) – Mars jest jedną z planet, na której dzieje się akcja gry.

### Media
- Computer Simulation of a flyby through Mariner Valley. maniacworld.com. [zarchiwizowane z tego adresu (2018-09-03)].
- Animacja obrotu Marsa. sos.noaa.gov. [zarchiwizowane z tego adresu (2016-03-04)]. na stronie National Oceanic and Atmospheric Administration
- Flight Into Mariner Valley – symulacja przelotu nad kanionem Valles Marineris (NASA/JPL/Arizona State University)
- Mars – audycja z cyklu Astronomy Cast, odcinek 52, zawiera pełny zapis rozmowy. (ang.)

### Zasoby kartograficzne
- Gazeteer of Planetary Nomenclature – Mars (USGS)
- PDS Map-a-planet. pdsmaps.wr.usgs.gov. [zarchiwizowane z tego adresu (2016-12-08)].
- Viking Photomap
- MOLA (topographic) map
- 3D maps of Mars in NASA World Wind
- Google Mars – Interaktywna mapa Marsa
- Ralph Aeschliman’s Online Atlas of Mars. ralphaeschliman.com. [zarchiwizowane z tego adresu (2013-05-05)].